# Castelo Real de Varsóvia

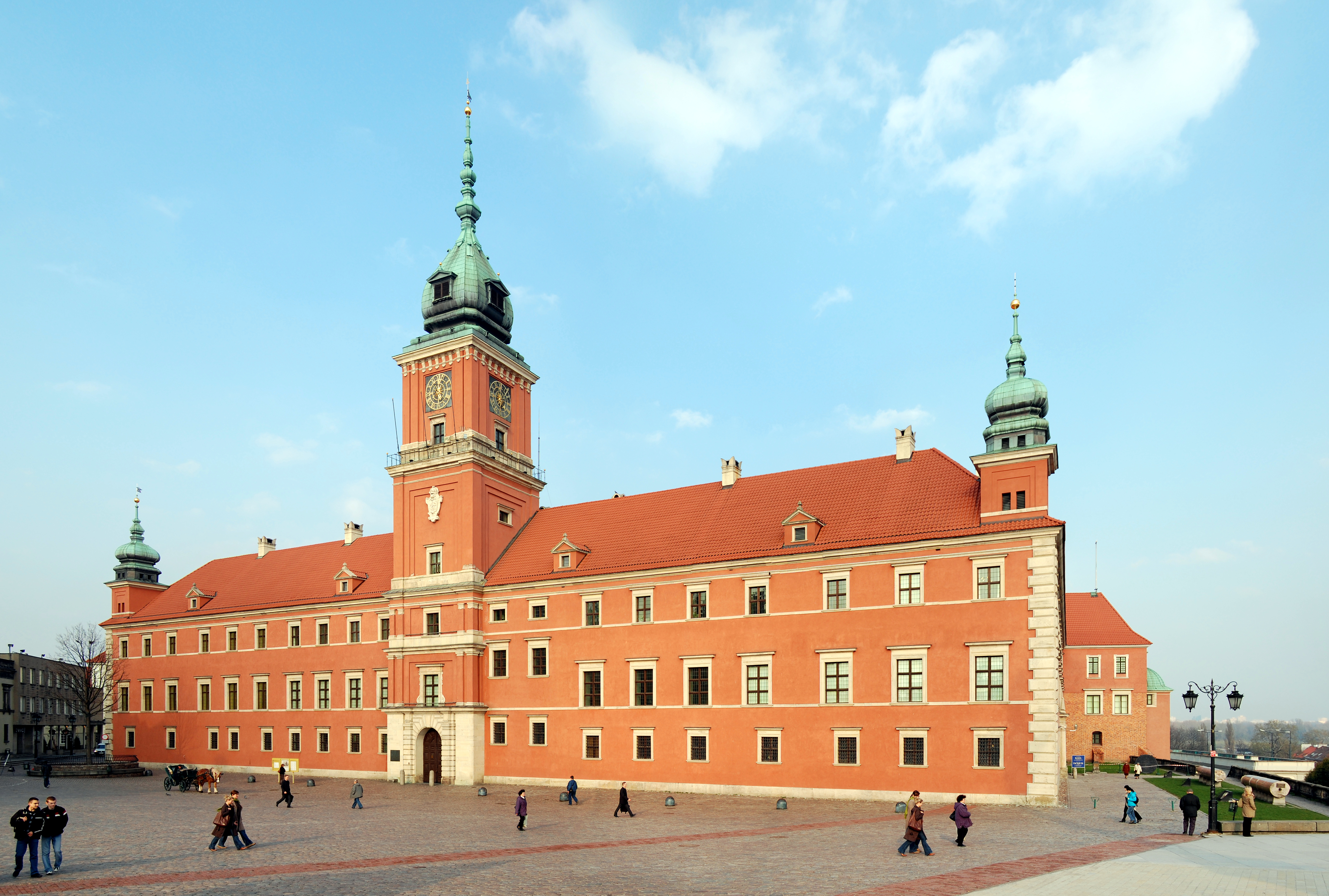
Fachada do principal Castelo Real de Varsóvia.

O Castelo Real de Varsóvia (em polaco: Zamek Królewski) é um antigo palácio real polaco que serviu de sede ao Sejm e ao senado da Rzeczpospolita, vindo a ser também residência oficial aos Reis da Polónia. Situa-se na Plac Zamkowy (Praça do Castelo), em Varsóvia, capital da Polónia, à entrada da Cidade Velha. O castelo é um símbolo da soberania e da história polaca. As suas origens somam quase sete séculos e a sua presente estrutura evoluiu por fases desde o século XIV.
Os gabinetes pessoais do rei e os gabinetes administrativos da Corte Real da Polónia estiveram ali localizados desde o século XVI até às Partições da Polónia, organizados em volta dum pátio central. Na sua longa história, o Castelo Real foi repetidamente devastado e saqueado pelos exércitos sueco, brandemburguês, alemão e russo.
A Constituição Polaca de 3 de Maio de 1791, a primeira constituição nacional moderna codificada da Europa e a segunda mais antiga constituição nacional do mundo, foi elaborada aqui pelo Sejm de Quatro Anos. No século XIX depois do colapso da Revolta de Novembro, foi usado como centro administrativo pelo czar. Entre 1926 e o início da Segunda Guerra Mundial, o palácio foi a sede do presidente polaco Ignacy Mościcki. Depois da devastação causada pela guerra, foi reconstruído.
Actualmente é um monumento histórico e nacional, além de estar classificado como museu nacional.

## História

### O castelo na Idade Média

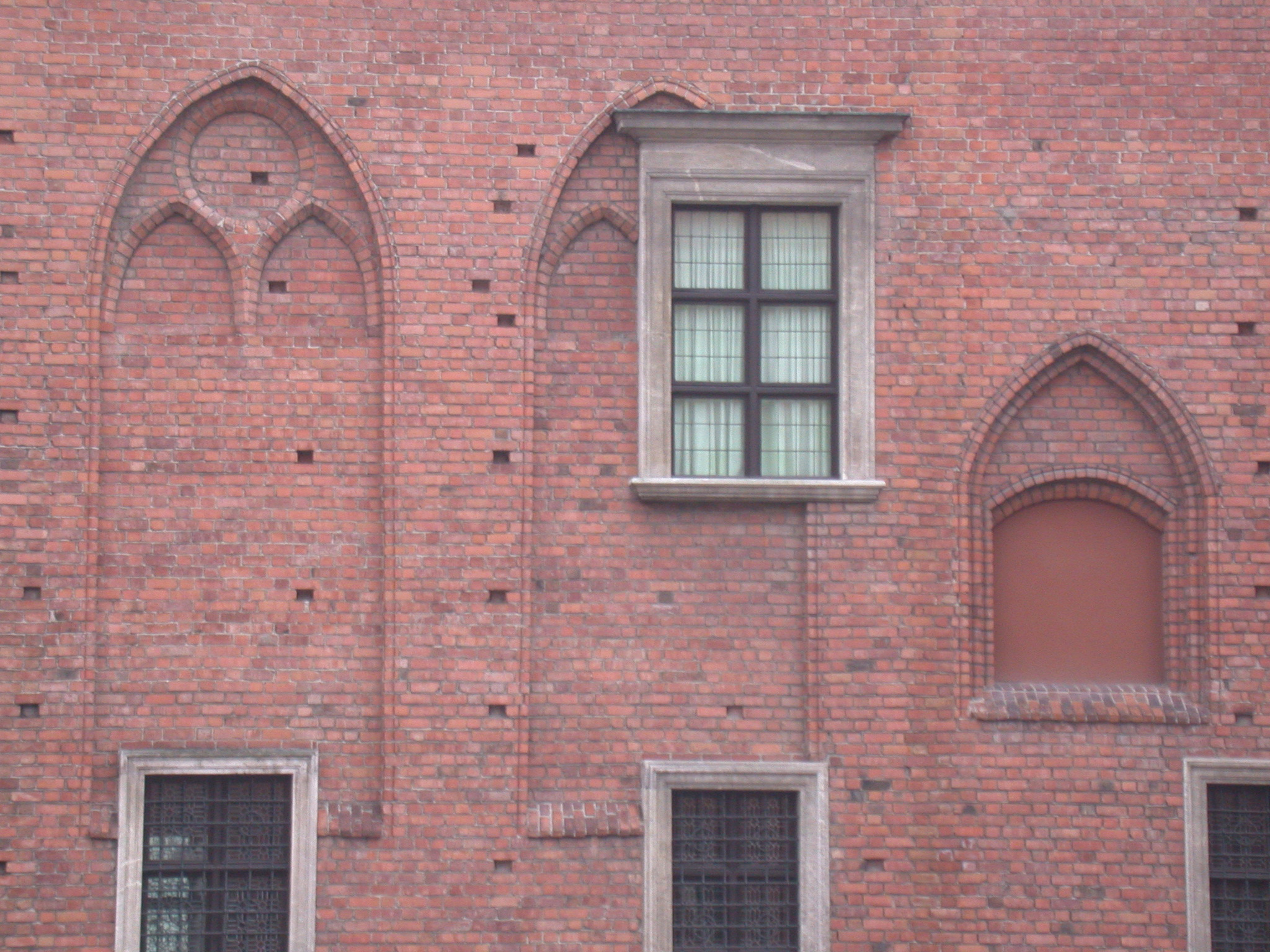
Parede medieval da Curia Maior.

Em 1339, o Legado Papal em Varsóvia ouviu um caso trazido pelo Rei da Polónia, Casimiro III da Polônia, contra a alemã Ordem Teutónica. O monarca alegava que a Ordem tinha ocupado ilegalmente uma parcela de território polaco — as regiões da Pomerânia e da Cujávia. Os documentos deste caso são os primeiros testemunhos escritos da existência de Varsóvia. Nessa época, uma cidade fortificada rodeada por muralhas de terra e madeira e situada onde se ergue agora o Castelo Real era a sede de Trojden, Duque de Mazóvia (duque de 1310 a 1341).
No final do século XIII, durante o reinado do Duque Conrado II de Mazóvia (duque de 1264 a 1294), tinha sido construído o gord (castelo) de madeira e terra chamado de Curia Minor (Solar Menor). O sucessor de Trojden, o Duque Casimiro I (duque de 1341 a 1355), decidiu construir aqui o primeiro edifício em tijolo do burgo, a Turris Magna (Torre Magna).
Em meados do século XIV, foi construída a Torre do Castelo, cuja estrutura até ao primeiro andar tem sobrevidido até aos nossos dias, enquanto  a Curia Maior (Solar Maior) foi erguida entre 1407 e 1410, quando a Mazóvia era governada pelo Duque Janusz I. A sua fachada, que ainda estava de pé em 1944, foi deliberadamente destruída pelos alemães, mas está atualmente reconstruída. O carácter da nova residência e o seu tamanho (47,5 m por 14,5 m) foram decisivos na mudança de estatuto do edifício, que passou a funcionar a partir de 1414 como solar do soberano.

### Renascimento
Quando a região da he Mazóvia foi incorporada no Reino da Polónia, em 1526, o edifício, que até então tinha sido o Castelo dos Duques da Mazóvia, tornou-se numa das residências reais. A partir de 1548, a Rainha Bona Sforza residiu ali com as suas filhas Isabella, que se tornaria Rainha da Hungria, Catarina, que se tornaria Rainha da Suécia, e Ana, mais tarde Rainha da Polónia.
Em 1556/1557 e em 1564, o Rei Sigismundo II da Polónia convocou parlamentos reais em Varsóvia, que se reuniram no castelo. Na sequência da União de Lublin (1569), pela qual a Coroa da Polónia e o Grão-Ducado da Lituânia ficaram unidos como um único país, o Castelo Real de Varsóvia foi regularmente o lugar onde se reuniu o parlamento do Estado das Duas Nações. Entre 1569 e 1572, o Rei Sigismundo II começou a fazer alterações no castelo, sendo os arquitectos Giovanni Battista di Quadro e Giacopo Pario.
A Curia Maior foi alterada para providenciar um lugar de reunião para o Parlamento, com salas destinadas à Câmara dos Deputados (Sejm - delegados da nobreza) no piso térreo (a Antiga Câmara de Deputados) e a Câmara do Senado (onde os Senadores debatiam em presença do rei) no primeiro andar. Esta foi uma das primeiras tentativas na Europa de criar um edifício que seria unicamente usado para fins parlamentares. O carácter parlamentar da Curia Maior é sublinhada pelas pinturas da fachada — o brasão de armas da Polónia, o brasão de armas da Lituânia e das várias regiões pelas quais os delegados eram eleitos. Um novo edifício em estilo renascentista, conhecido como "Casa Real", foi erguido junto da Curia Maior. O rei residia ali quando o parlamento estava em sessão.

### A Era Vasa e o Dilúvio

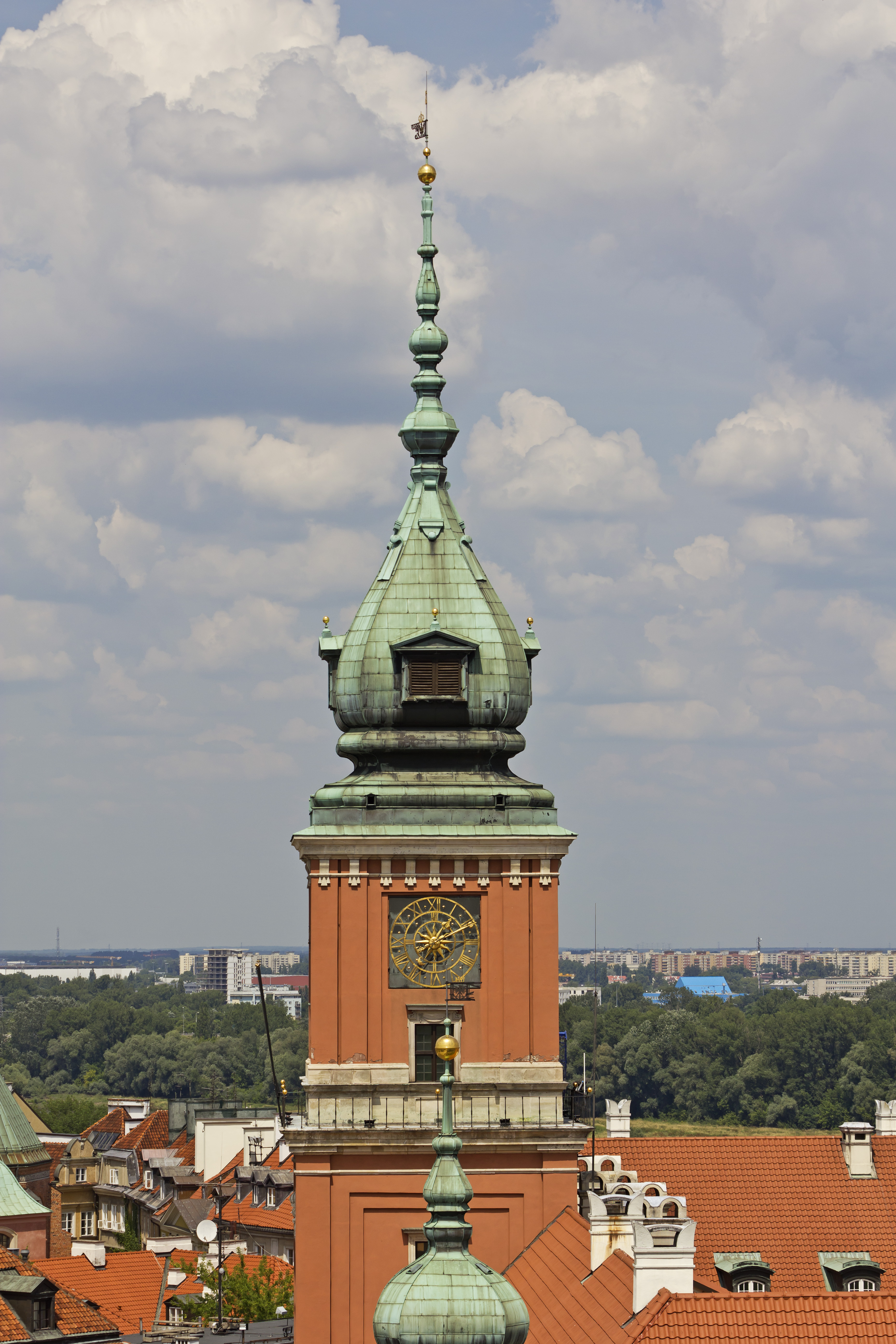
Torre de Władysław.

As alterações seguintes ao castelo foram feitas no reinado de Sigismundo III, monarca que transferiu a residência real de Cracóvia para Varsóvia. Entre 1598 e 1619, o castelo foi ampliado. Giovanni Trevano ficou encarregado da reconstrução. Os seus planos foram, provavelmente, emendados pelo arquitecto veneziano Vincenzo Scamozzi.
Entre 1601 e 1603, Giacomo Rodondo acabou a ala norte. A partir de 1602, Paolo del Corte encontrava-se a realizar os trabalhos em pedra. Mais tarde, depois de 1614, quando Matteo Castelli tomou a liderança, foi construída a ala oeste (a partir do actual lado da Plac Zamkowy - Praça do Castelo) como gabinete dos chamceleres e marechais. A ala sul foi construída no final. Desta forma, o trabalho dos arquitectos surgiu como cinco alas assumidas como fazendo parte do maneirismo-barroco inicial. Em 1619, foi terminado o edifício da Nova Torre Real (Nova Turris Regia), também chamada de Torre de Segismundo. Esta contava com 60 metros de altura e foi colocada no meio do recém-construído lado oeste do castelo, de 90 metros de comprimento. No topo da torre, foi colocado um relógio com ponteiros dourados e face de cobre. O pináculo da nova torre tinha 13 metros de altura, apresentando protuberâncias dourados e uma bandeira de cobre no topo.

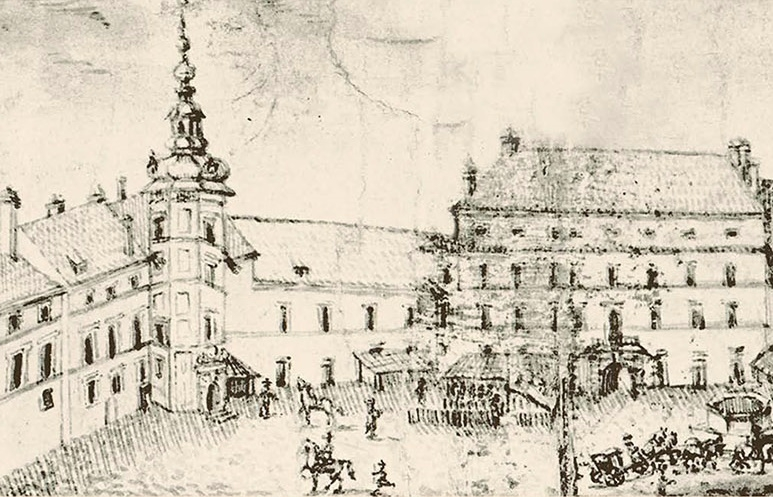
Exterior da Ópera de Władysław.

No dia 29 de Outubro de 1611, na Câmara do Senador, o Czar Basílio IV da Rússia, capturado pelo Hetman Stanisław Żółkiewski, prestou homenagem ao rei polaco Sigismundo III Vasa.
O rei polaco Sigismundo III e os seus sucessores da Dinastia Vasa — Władysław IV e Jan Kazimierz — reuniram um grande número de ricas obras de arte no castelo, como produtos orientais, tapeçarias e numerosas pinturas de artistas tão famosos como Ticiano, Veronese, Jacopo e Leandro Bassano, Tintoretto, Palma il Giovane, Antonio Vassilacchi, Tommaso Dolabella, Guercino, Guido Reni, Joseph Heintz, Rembrandt, Pieter Soutman, Peter Danckerts de Rij, Peter Paul Rubens, Jan Brueghel, o Velho, Daniel Seghers e Georg Daniel Schultz, entre outros, e esculturas por Giambologna, Giovanni Francesco Susini e Adriaen de Vries. Estas esplêndidas obras de arte foram tanto destruídas como saqueadas durante as invasões da Polónia pelos suecos e alemães de Brandemburgo, no decorrer do perído da história do país que durou de 1655 a 1657 e ficou conhecido como (O Dilúvio. Os suecos e os alemães tomaram as inestimáveis pinturas, mobiliário e tapeçarias, assim como a biblioteca real, o arquivo da Coroa, numerosas esculturas, pavimentos inteiros e bandeiras reais. No castelo, montaram um hospital militar de campanha, o que contribuiu adicionalmente para a devastação dos edifício. Poucos meses depois, exércitos destruíram o resto, pilhando a maioria dos elementos de cobre e rasgando o que restava do pavimento do castelo.
Em 1628, a primeira ópera polaca - Galatea - foi encenada no castelo. O grande salão de ópera, de duplo piso e com mais de 50 metros de comprimento, que existia no castelo foi demolido pelos suecos e pelos alemães, sendo reconstruído na década de 1660 pelo rei Jan Kazimierz.

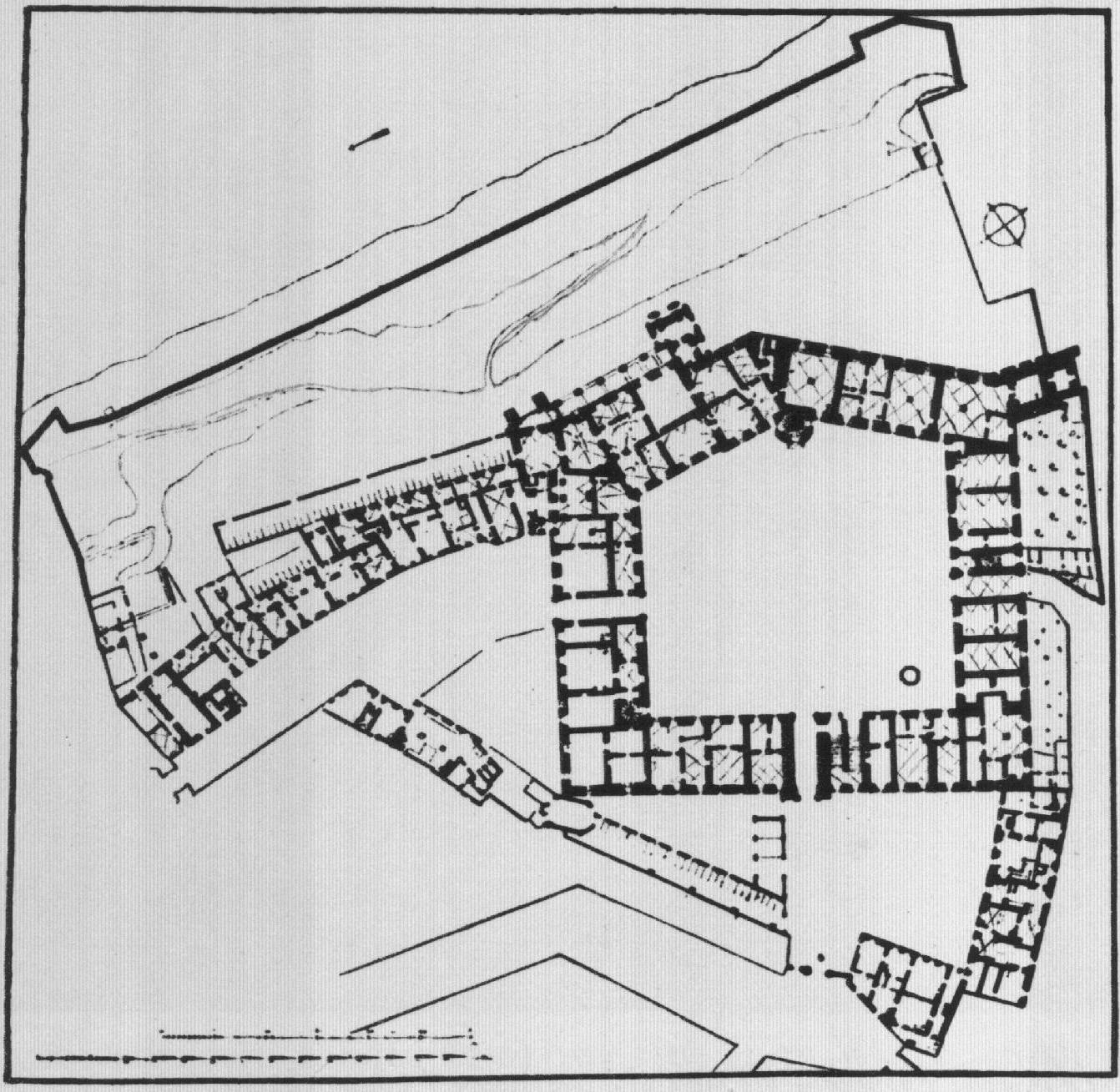
Planta do Castelo Real no início do século XVII
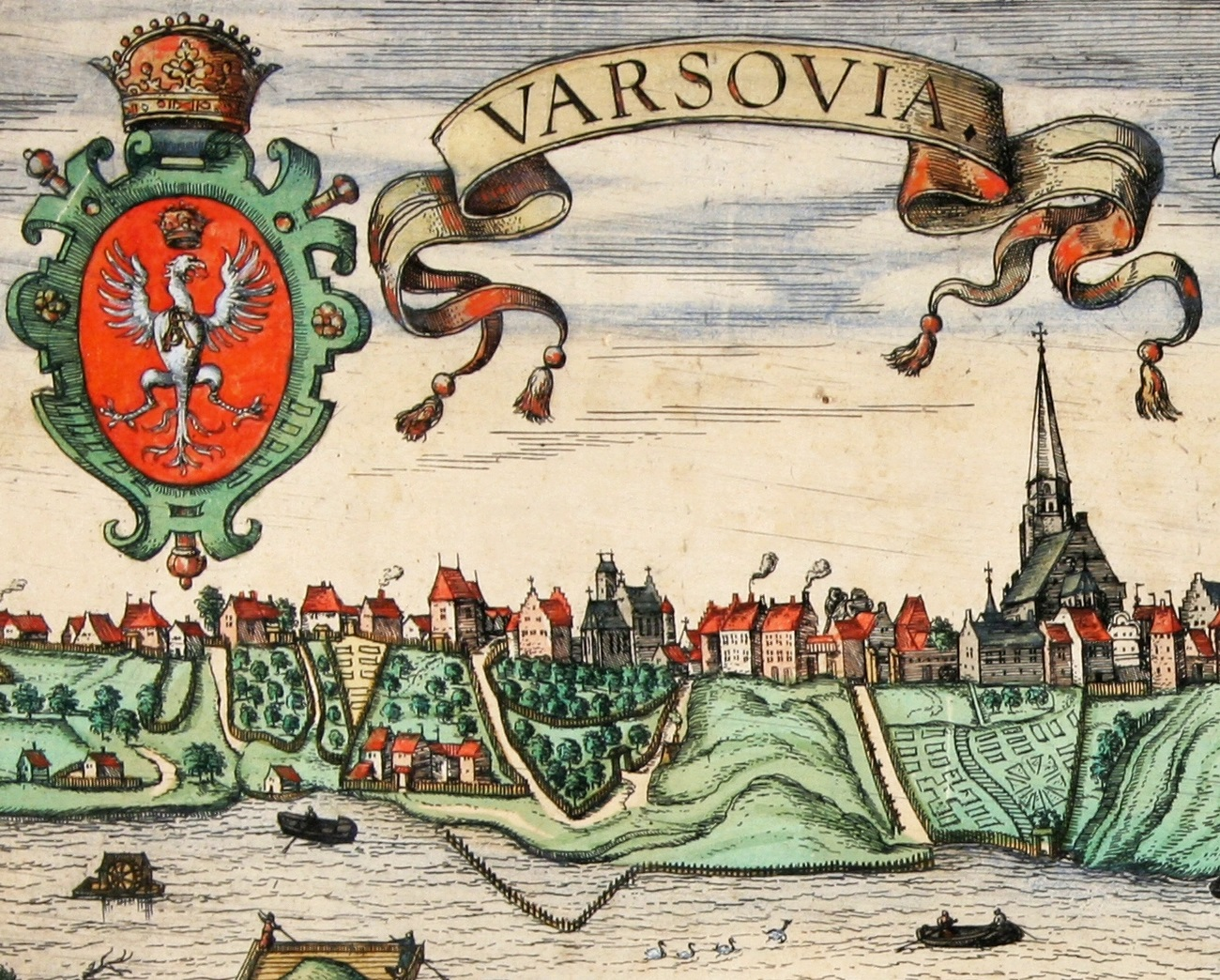
O Castelo Real em 1611
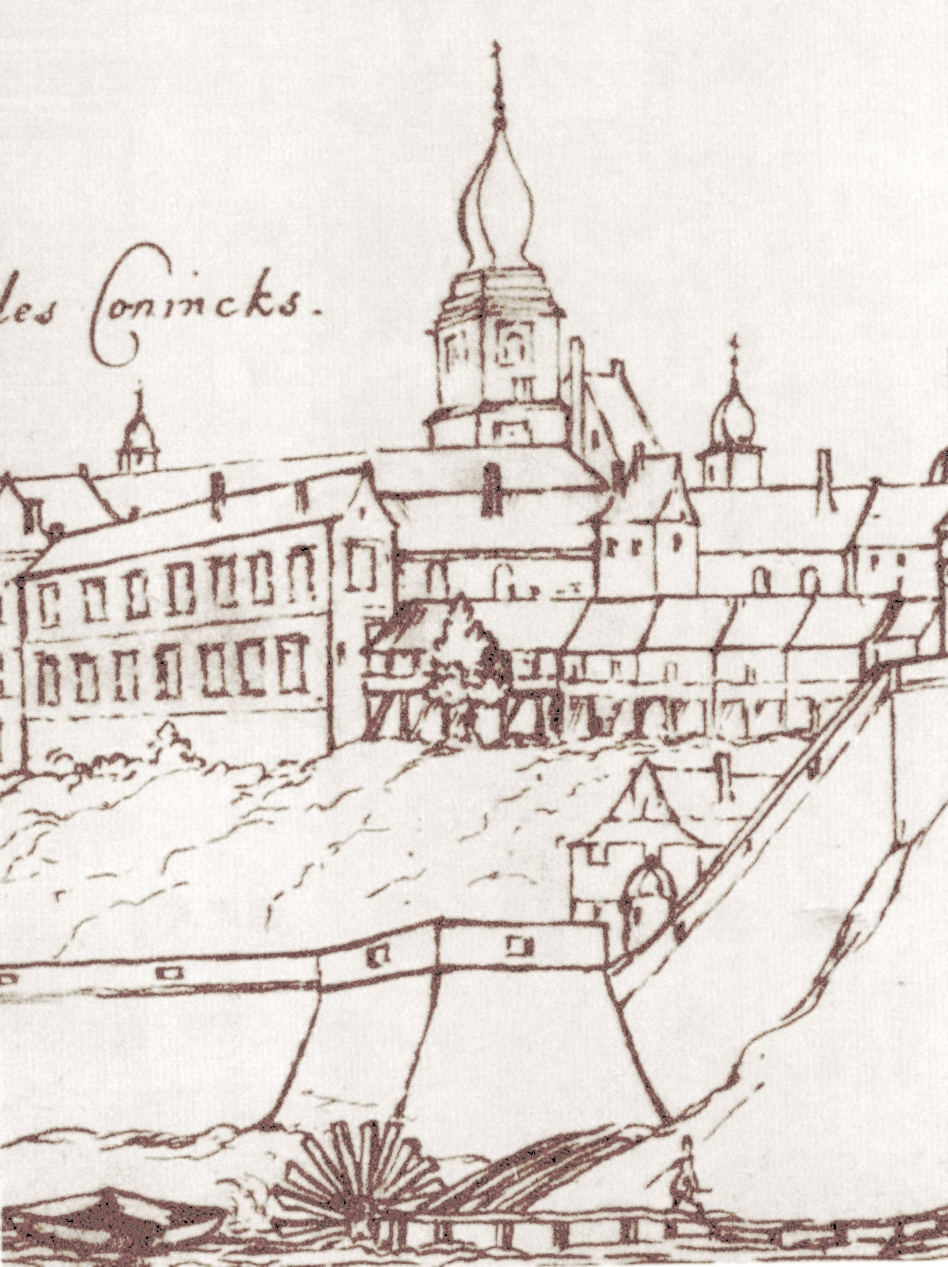
O Castelo Real em 1627
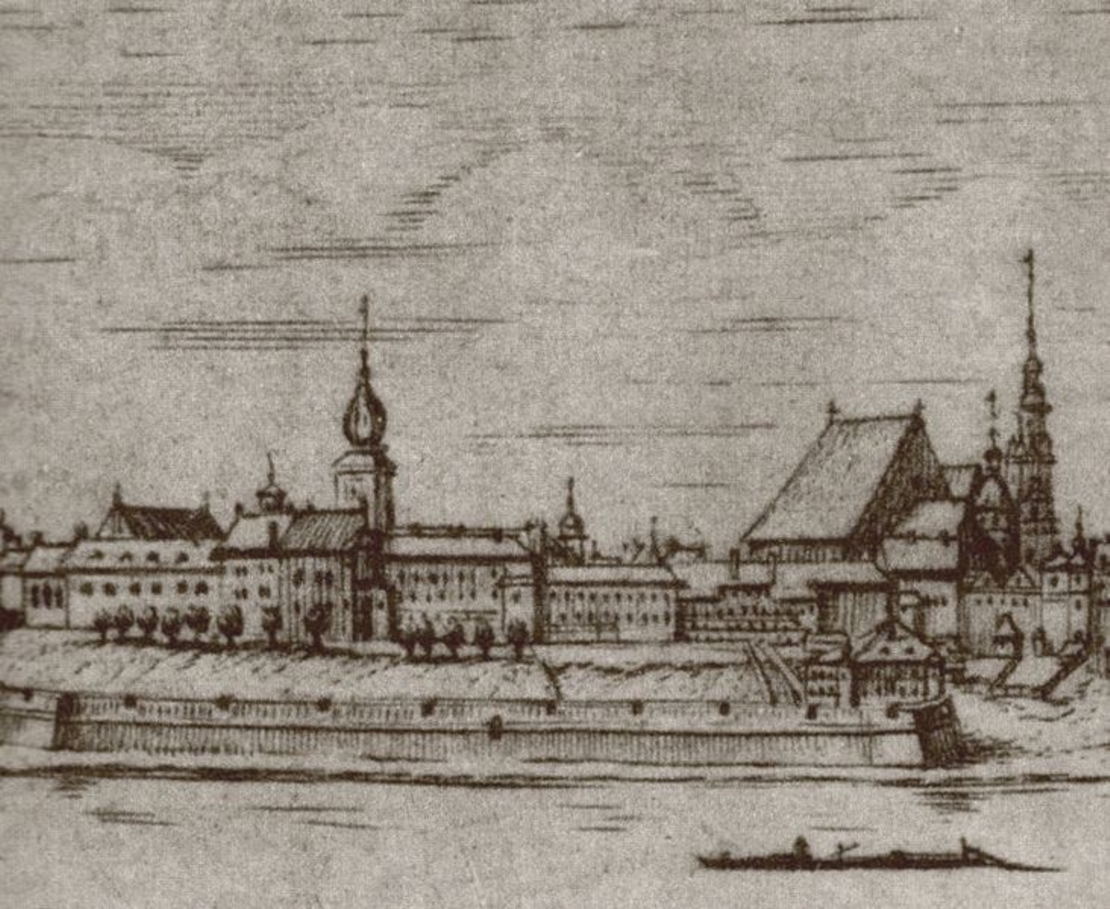
O Castelo Real em 1641
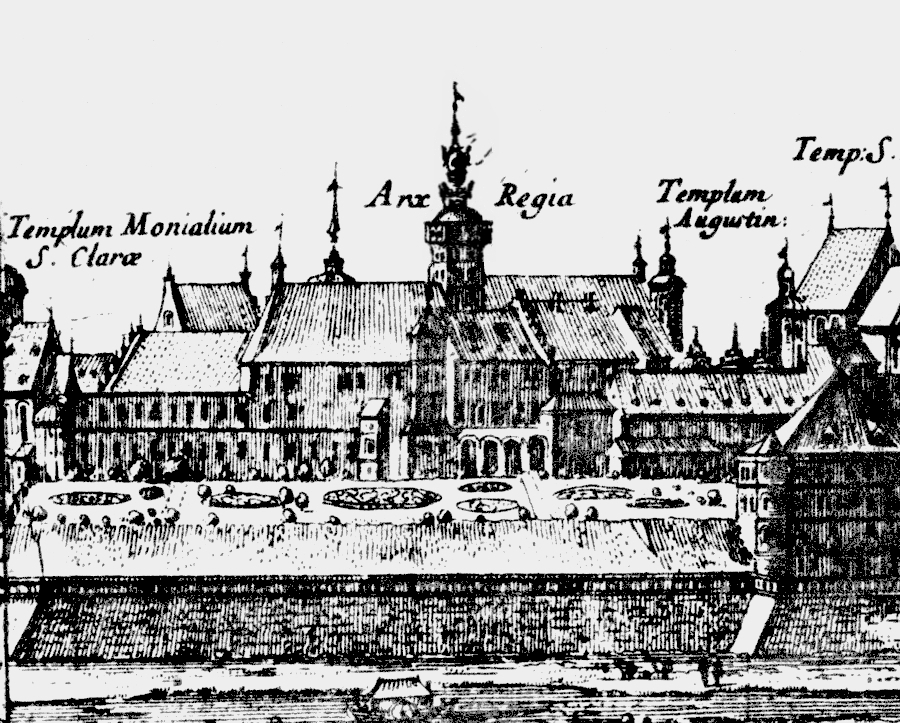
O Castelo Real em 1656

### Período do Barroco tardio

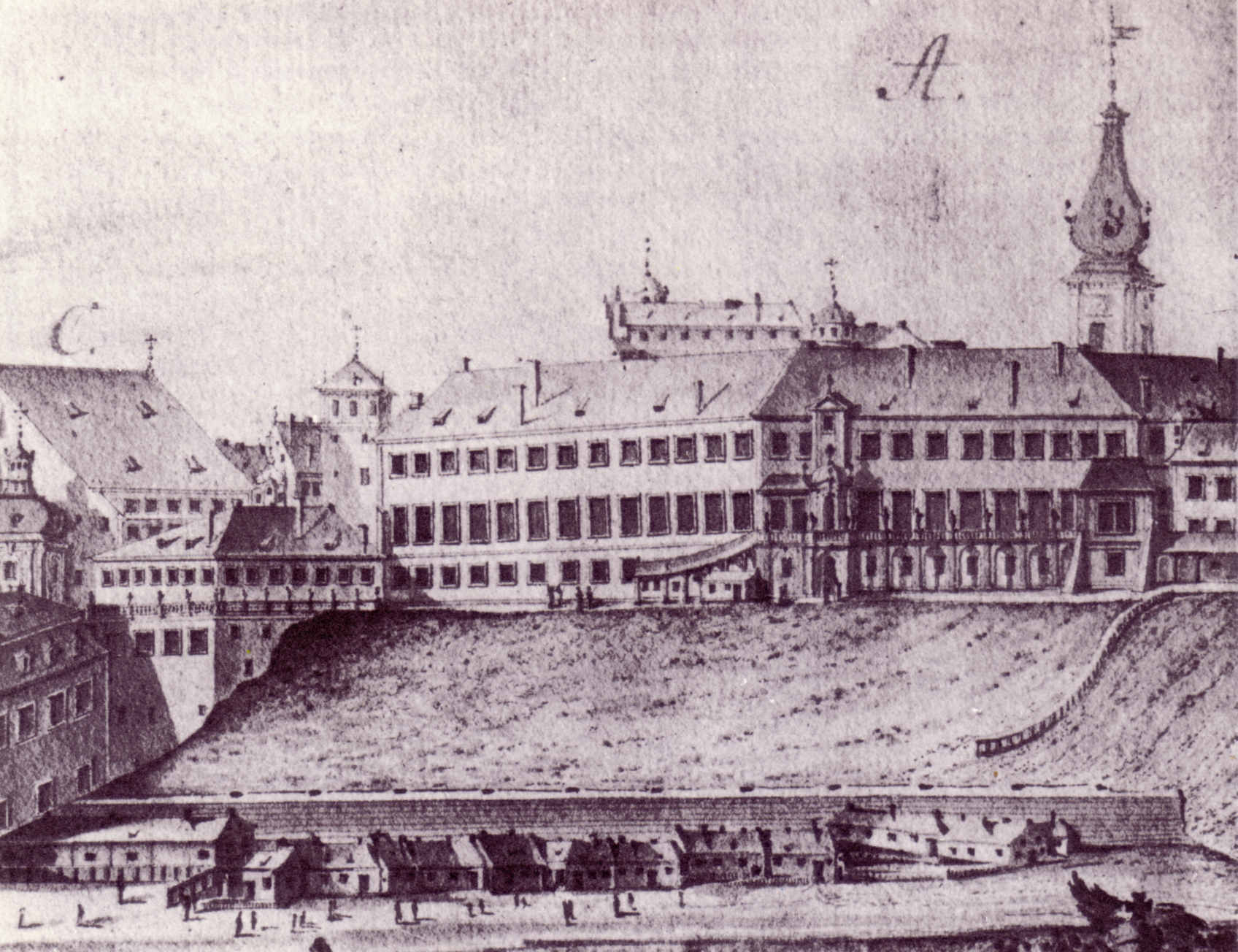
O Castelo Real durante o reinado de Jan III Sobieski.

A reconstrução do castelo começou logo em 1657, sob a direcção do arquitecto italiano Izydor Affait. Devido à falta de dinheiro, o rei polaco seguinte, Michał Korybut Wiśniowiecki, não decidiu uma reconstrução radical do edifício, limitando-se apenas a fazer desaparecer as destruições. As más condições da residência obrigaram-no a mudar-se para o Castelo Ujazdów em 1669. Até 1696, quando o rei polaco seguinte, Jan III Sobieski, faleceu, não foram feitas obras sérias. Apenas limitaram os trabalhos a inspecções correntes das condições do edifício. As sessões do Parlamento continuaram a realizar-se no castelo, assim como várias ocasiões de Estado, tais como quando os Duques Hohenzollern da Prússia prestaram homenagem aos Reis da Polónia e quando o rei recebia os embaixadores de países estrangeiros.
Depois da escolha de Augustus II como rei, numa eleição em 1697, o castelo começou novamente a deteriorar-se. Um novo conflito com o rei Carlos XII da Suécia alterou significativamente o orçamento do rei. Apesar dos problemas, em 1698 Augustus II fez uma encomenda para se começar um projecto de reconstrução da residência. Em 1700, isso foi feito por Johann Friedrich Karcher, chamado do estrangeiro. No dia 25 de Maio de 1702, os suecos apoderaram-se novamente do Castelo Real de Varsóvia, montando ali um hospital com 500 camas e instalando um estábulo na Câmara de Deputados e nas salas dos ministros. Durante o cerco do exército polaco, em 1704, o castelo foi retomado. No entanto, em breve se mudou para o exército sueco. Em 1707, em virtude do tratado de paz entre Augustus II e Carlos XII da Suécia, as tropas russas aliadas entraram em Varsóvia e o Czar Pedro I da Rússia instalou-se no castelo. Depois de dois meses, as forças russas foram removidas de Varsóvia, roubando do castelo obras de arte, como por exemplo pinturas de Tommaso Dolabella, entre as quais duas com importância para os russos: A Defesa de Smolensk e o Czar Russo Basílio IV obrigado a ajoelhar-se frente ao Rei Sigismundo III da Polónia. O Salão de Ópera de Władysław foi completamente devastado e nunca mais foi restaurado.

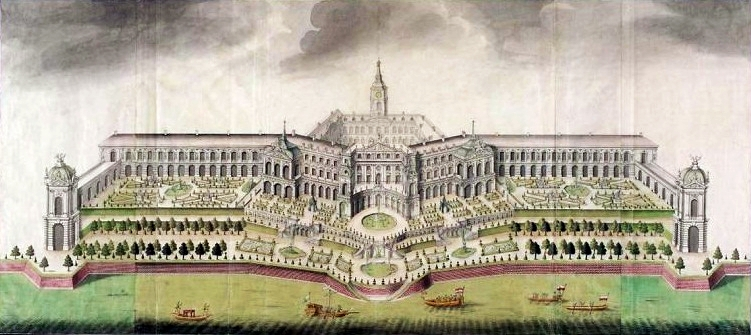
Desenho de reconstituição do Castelo Real cerca de 1700.

A resconstrução, de acordo com o projecto de Karcher, começou durante o período de 1713 a 1715. Em 1717, o Salão do Parlamento foi completamente reconstruído. Destinava-se a servir aos governadores saxões como uma galeria de coroação. Durante os anos seguintes, entre 1722 e 1723, as outras galerias do castelo foram convertidas sob a direcção do arquitecto Joachim Daniel von Jauch, a nova Câmara do Senaod foi construída e todos os equipamentos foram mudados da antiga para a nova localização, entre os quais se encontravam 60 emblemas de províncias polacas, apainelamentos e molduras. No dia 31 de Maio de 1732, um incêndio deflagrou no castelo, destruindo a elevação oeste e parte da Torre de Zygmunt e as esculturas exteriores da fachada, conhecidas como armadura.
O projecto seguinte de reconstrução do Castelo Real apareceu depois que Augustus III subiu ao trono polaco, em 1733. Os novos planos, formados em 1734 e desenvolvidos em 1737 pelo arquitecto Gaetano Chiaveri, viram, entre outras coisas, a reconstrução da fachada do castelo no lado do Vístula em estilo rococó, o que foi pensado para formar uma nova, assim chamada, elevação saxã, e a conversão da parte nordeste com a Torre Altana, onde estava planeada a construção de três corpos salientes de dois andares. Os trabalhos de ereconstrução de acordo com estes projectos foram executados com várias intensidades entre 1740 e 1752. Durante o período de 1740 a 1747, a fachada no lado do Vístula foi reconstruída no estilo barroco tardio pelos arquitectos Gaetano Chiaveri, Carl Friedrich Pöppelmann e Jan Krzysztof Knöffel. Um dos melhores escultores que trabalharam no castelo neste período foi Jan Jerzy Plersch, que fez os reais frisos decorativos, molduras e estátuas chamadas de "Famosas Figuras", as quais seguram as coroas reais no topo da saliência do meio da elevação saxã, no lado do Vístula. O último trabalho de reconstrução deste período acabou no final de 1763, depois da morte de Augustus III, quando Plersch fez as últimas esculturas e frisos com emblemas de províncias para o Salão do Parlamento.

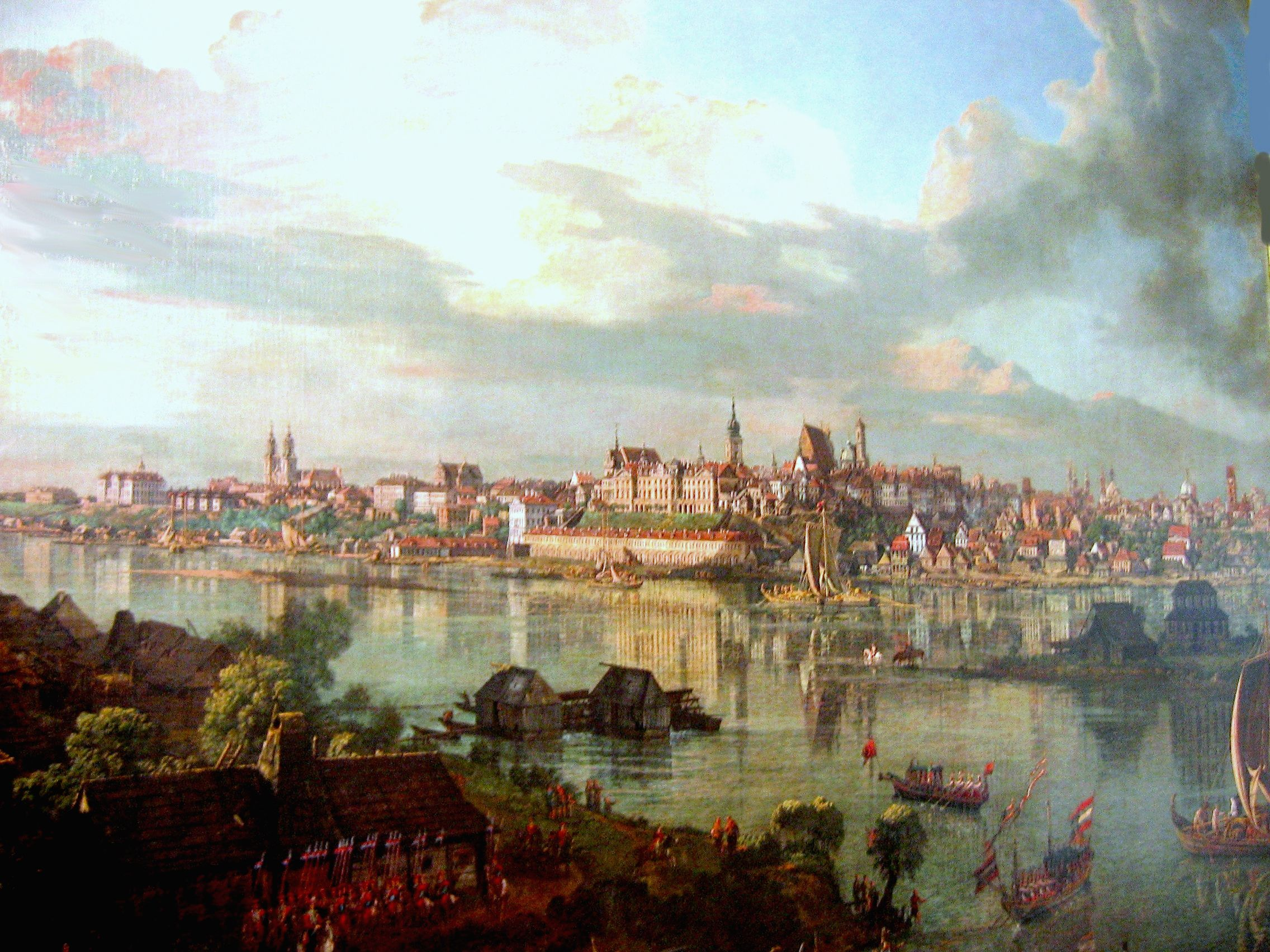
Varsóvia em 1770
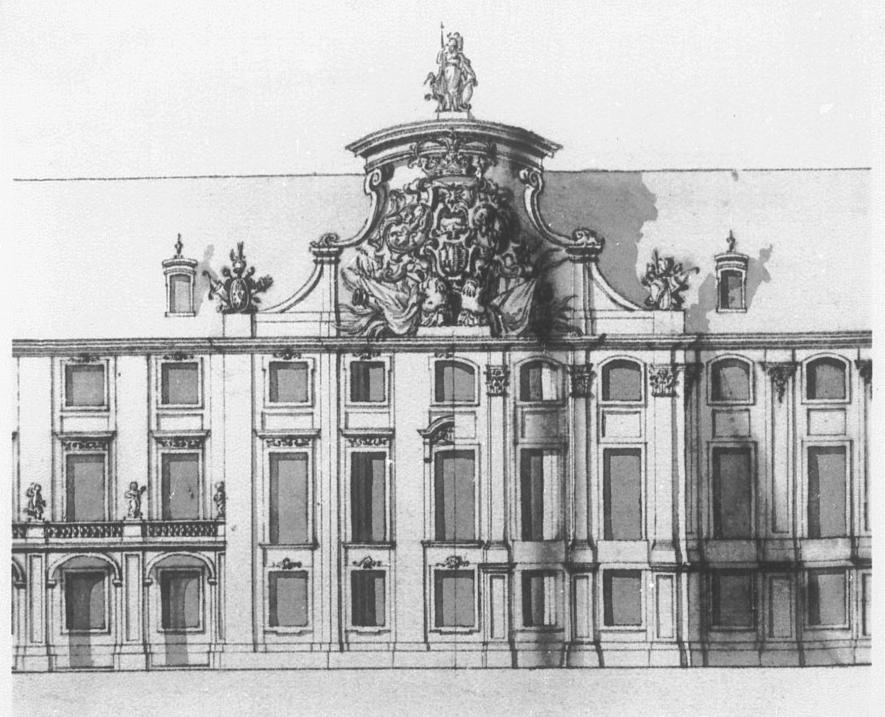
Desenho da ala leste por G. Chiaveri.
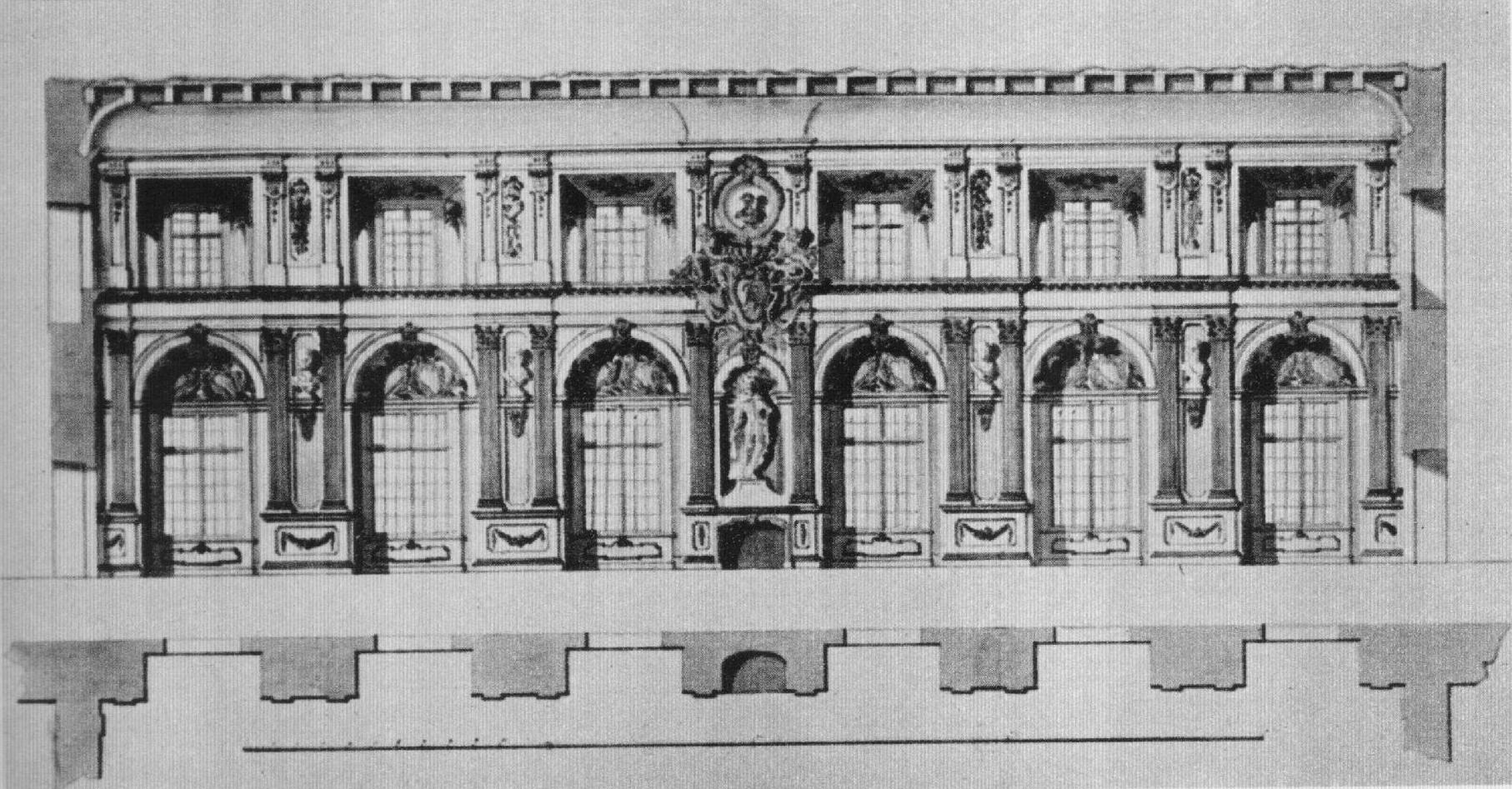
Câmara do Senado no Castelo Real, 1720.
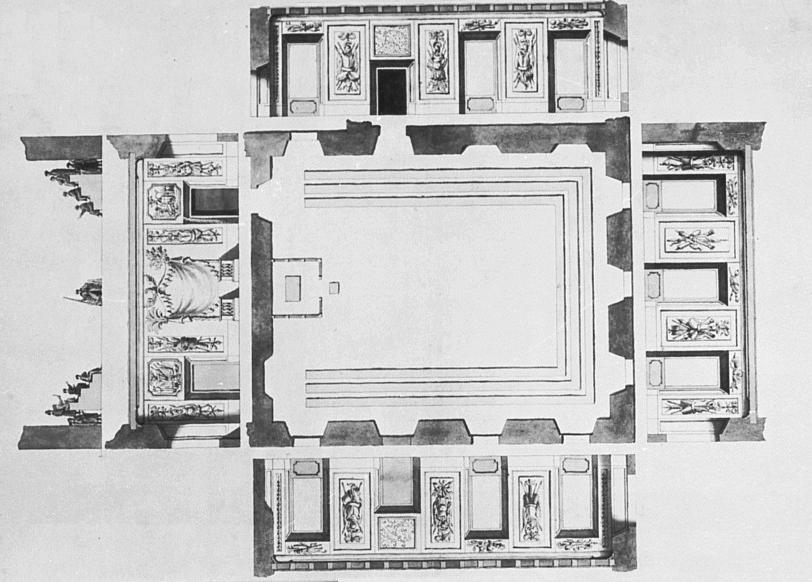
A Nova Câmara de Deputados no Castelo Real no final do século XVII.

### O período Stanisław August

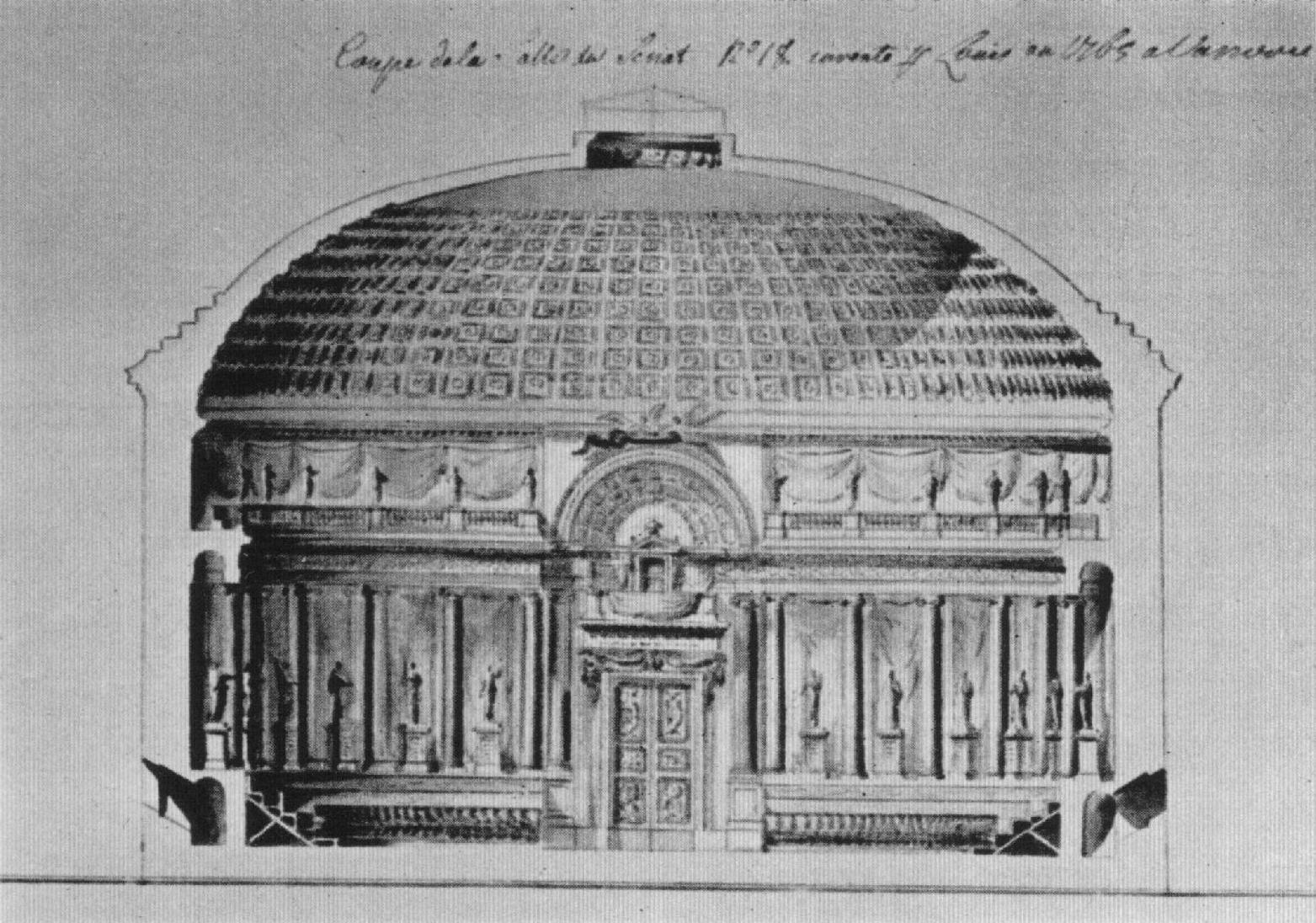
Desenho de reconstituição da Câmara do Senado no Castelo Real, Victor Louis.

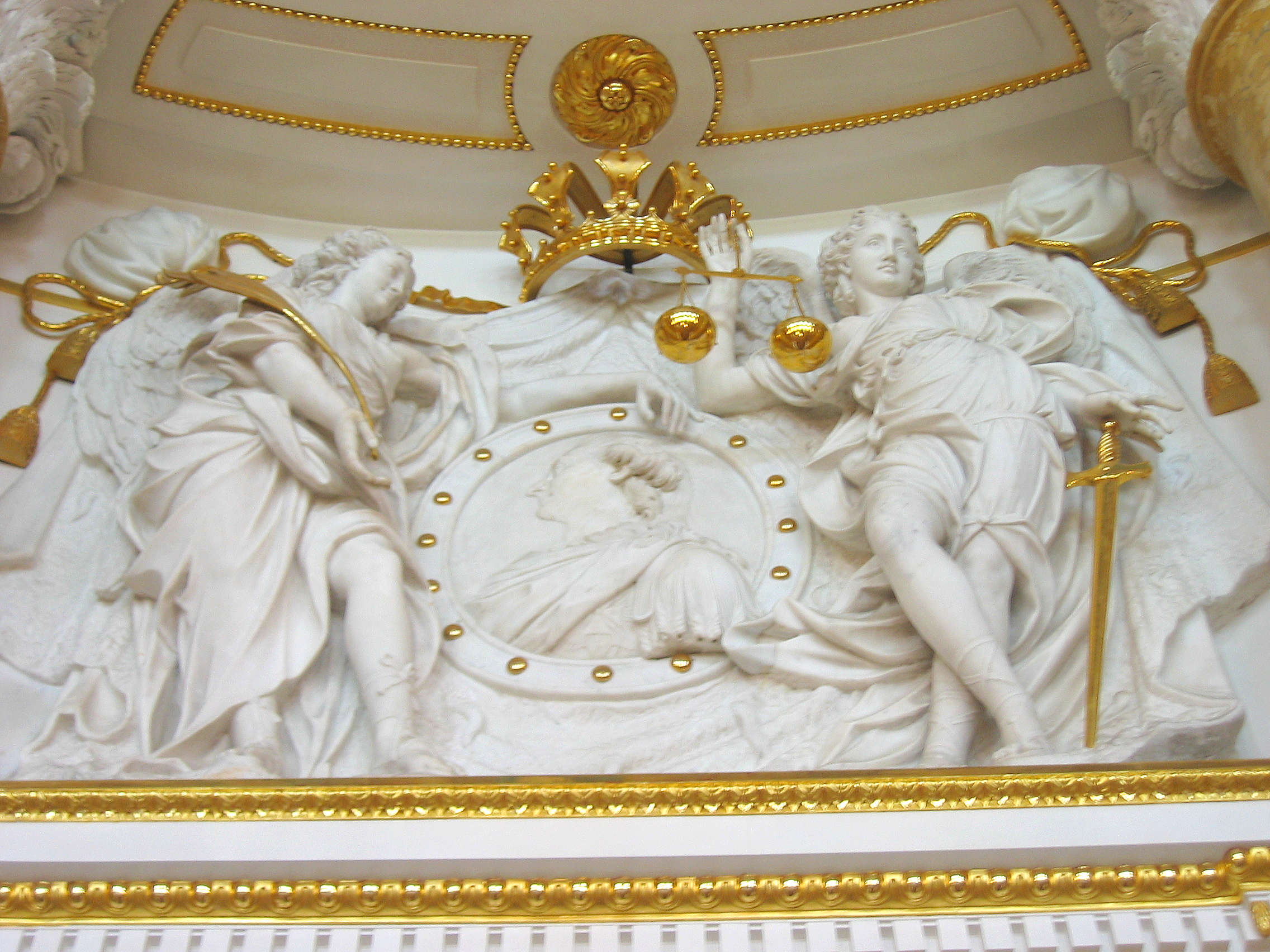
Apoteose do Rei Stanisław August no Salão de Baile, André le Brun, cerca de 1780.

O mais esplêndido período da história do castelo ocorreu durante o governo de Stanisław August Poniatowski (1764-1795).
Este monarca coleccionou refinadas obras de arte, muitas das quais sobreviveram até aos nossos tempos. Recrutou arquitectos de primeira linha, como Jakub Fontana, Merlini, Kamsetzer e Kubicki, para trabalhar no castelo, assim como esplêndidos pintores, como Marcello Bacciarelli, Bernardo Bellotto (mais conhecido como Canaletto), Franciszek Smuglewicz, Kazimierz Wojniakowski e Jean-Baptiste Pillement, eminentes escultores, como André le Brun e Jakub Monaldi, e famosos artistas franceses, como o arquitecto Victor Louis. A total reconstrução do castelo planeada pelo rei não chegou a bom porto, mas o interior foi alterado para o estilo neoclássico - apesar deste, conhecido na Polónia como estilo Stanisław August, ser bastante diferente do neoclassicismo no resto da Europa.

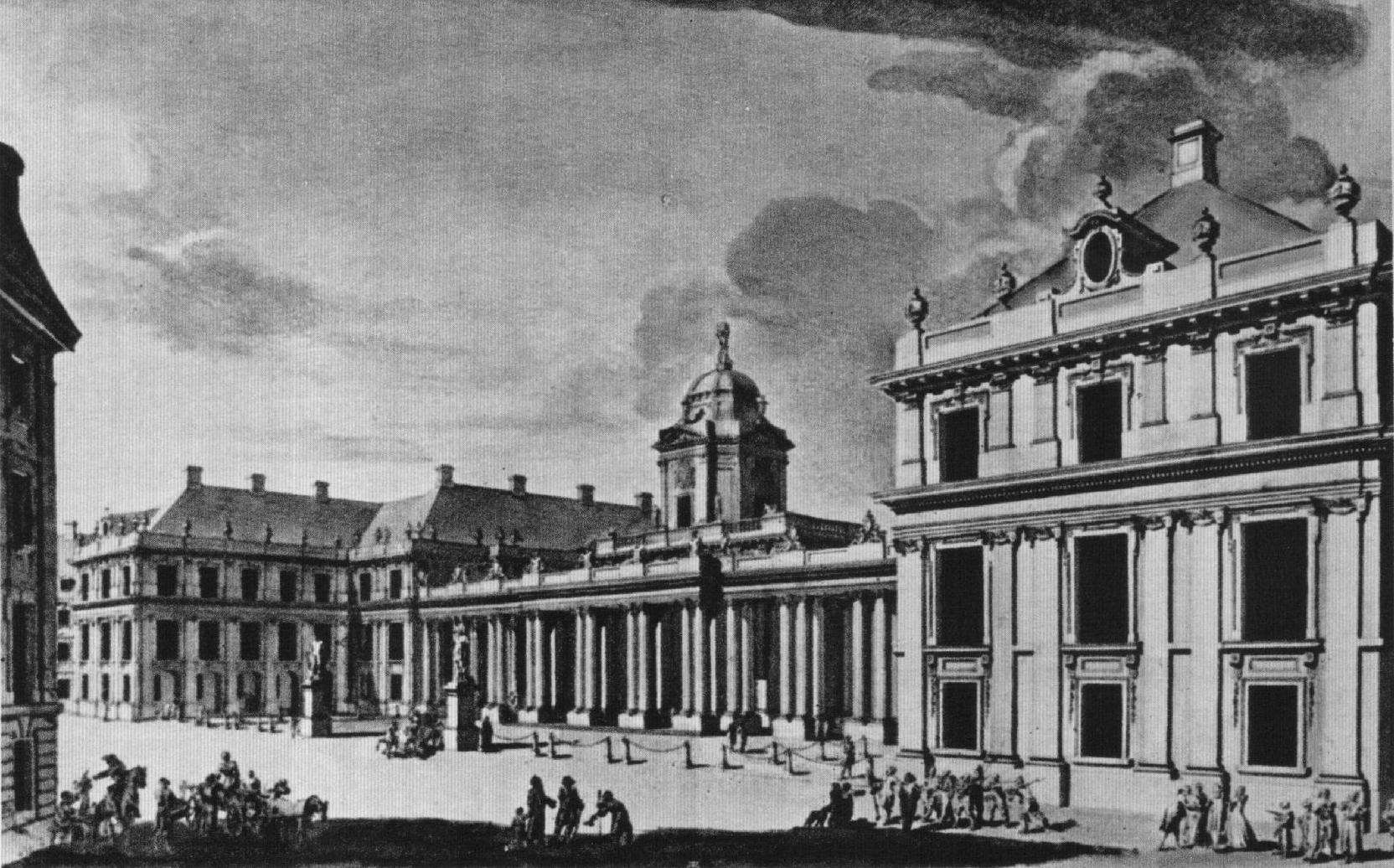
Desenhod e reconstituição do Castelo Real de Varsóvia por J. Fontana.

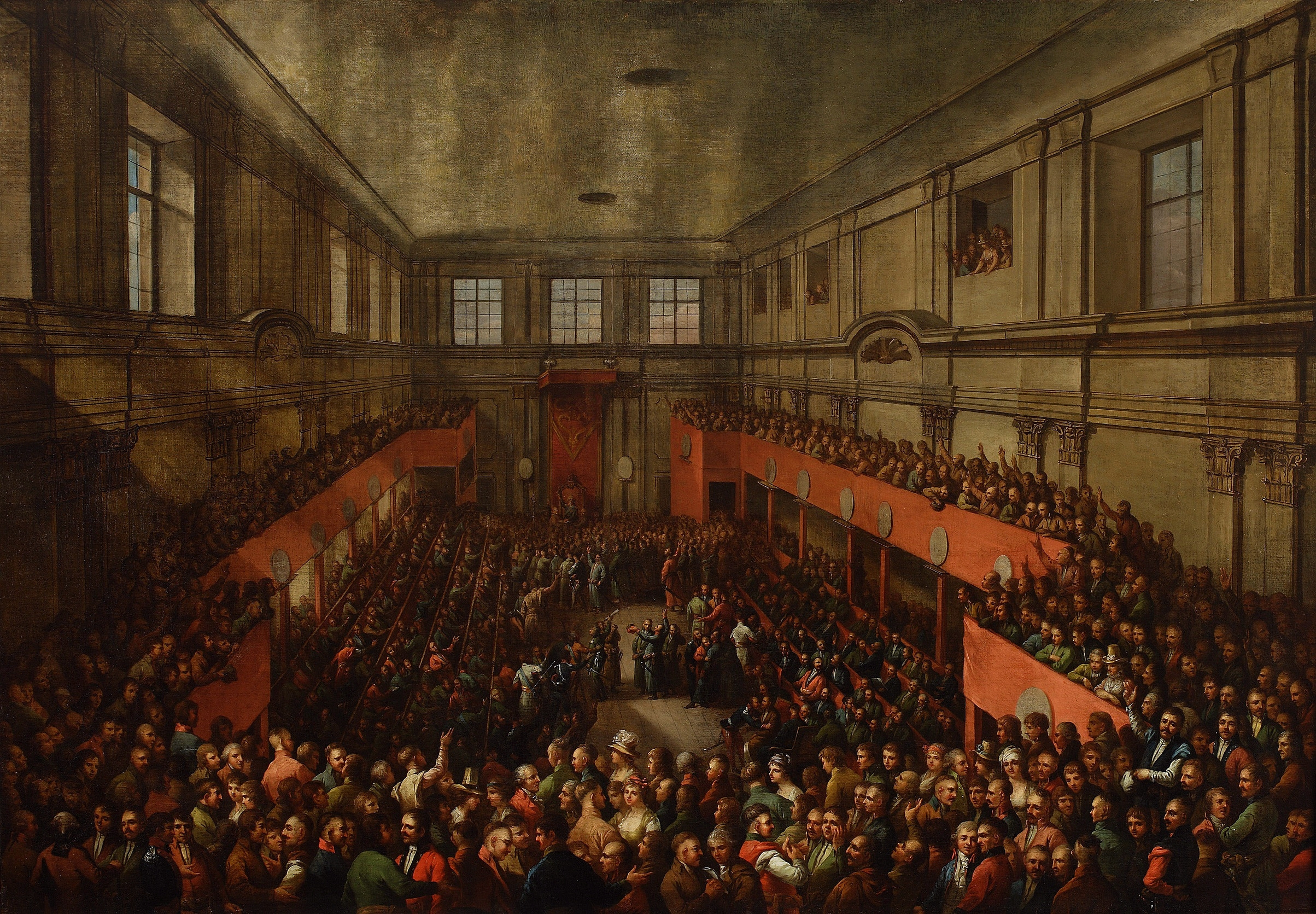
Em 1791, o "Grande Sejm" de 1788–1792 adopta a Constituição de 3 de Maio no Castelo Real.

Durante o período de 1766 a 1785, com base nos planos de J.Fontana, a ala sul do castelo, que tinha ardido no dia 15 de Dezembro de 1767, foi reconstruída (2 pisos destruídos, uma nova elevação no lado sul com três saliências, a divisão da fachada por lizens e pilastras capitais de Jon). Entre 1774 e 1777, os aposentos privados do monarca  foram mobilados - estes consistiam na Sala Prospecto (com paisagens por Canaletto), Capela, Câmara de Audiência e Quarto - enquanto os Aposentos do Senado foram concluídos entre 1779 e 1786 - consistiam no Salão de Baile, Salão dos Cavaleiros, Sala do Trono, Sala de Mármore e Câmara de Conferência. Estas salas continham pinturas e esculturas descrevendo grandes eventos na história da Polónia, assim como retratos de reis, generais, homens de Estado e eruditos polacos (por exemplo, Copernicus e Adam Naruszewicz). O castelo também alojou as ricas colecções reais, incluindo 3.200 pinturas, estátuas clássicas e cerca de 100.000 gráficos, além de  medalhas, moedas e fina biblioteca, para a qual foi erguido um edifício separado entre 1780 e 1784. O novo edifício da biblioteca alojou muitos livros, gemas, desenhos moedas, mapas e plantas pertencentes ao monarca. A colecção de livros da Biblioteca Real atingia os 16.000 volumes de várias obras, 25.525 desenhos, 44.842 gravuras em 726 volumes encadernados, além de também terem sido guardadas nesta galeria 70.000 gravuras de bailes de fantasia.
Até 1786, Stanisław August Poniatowski tentou algumas vezes mudar a decoração exterior do castelo e construir uma praça do castelo arquitectónica. No entanto, não teve sucesso na execução desses planos.
Nesse período, o castelo foi o lugar onde as ideias do Iluminismo polaco floresceram pela primeira vez. O rei realizou no castelo "almoços de quinta-feira" para cientistas, eruditos, escritores e artistas. Este foi o lugar onde a Komisja Edukacji Narodowej ("Comissão de Educação Nacional") - um dos primeiros Ministérios da Educação seculares da Europa - foi debatida. O castelo foi o lugar onde foram feitas as primeiras propostas para uma Escola de Cavaleiros e para um Teatro Nacional, entre outros. Foi na Câmara do Senado instalada no castelo que o "Grande Sejm" (Grande Parlamento) passou a famosa Constituição Polaca de 3 de Maio de 1791. Durante a cerimónia, o rei foi levado para a vizinha Igreja de São João. Em honra desta ocasião, uma placa de mármore, com um texto de Ignacy Krasicki inscrito, foi instalada na parede do castelo.

### Na Polónia dividida e na Segunda República

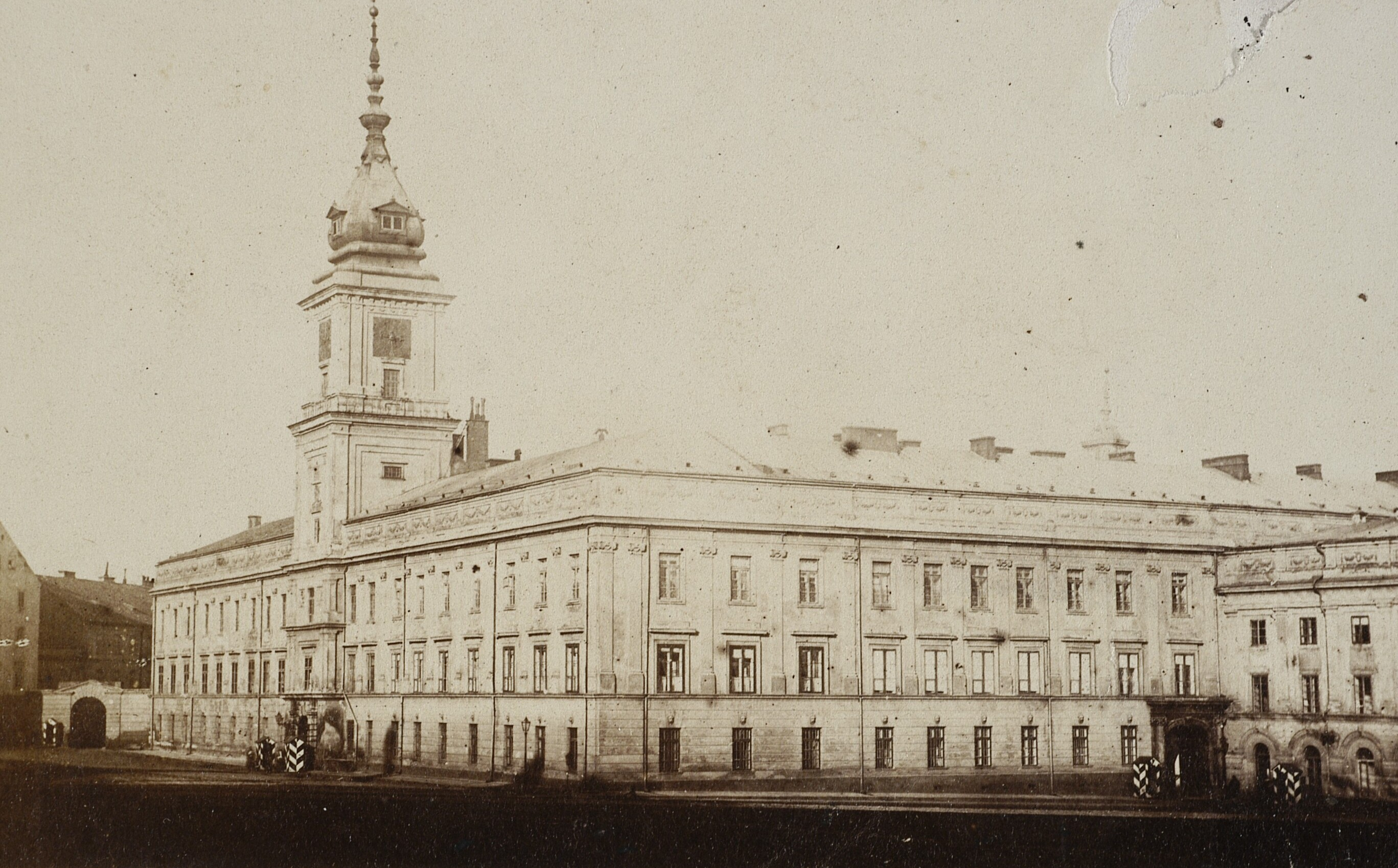
O Castelo Real em 1860.

Entre 19 e 20 de Dezembro de 1806 e 1 e 30 de Janeiro de 1807, Napoleão Bonaparte, o imperador francês, passou o seu tempo no castelo. Aqui, em 1807, tomou a decisão de formar um  Ducado de Varsóvia, o qual devia ser governado pelo príncipe saxão Frederick August I, usando o Castelo Real como sua residência. O Príncipe Józef Antoni Poniatowski, Comandante-em-Chefe do Exército Polaco e Marechal de França, residia no Palácio do Telhado de Zinco, contíguo ao castelo. Depois da criação do Reino Constitucional da Polónia (1815) o seu parlamento reuniu-se aqui no castelo. Como Reis da Polónia, os czares russos Alexandre I e Nicolau I também residiram no Castelo Real quando estavam em Varsóvia. Durante a Revolta de Novembro, no dia 25 de Janeiro de 1831, o Sejm, debatendo no castelo, destronou o Czar da Rússia Nicolau I como rei polaco.

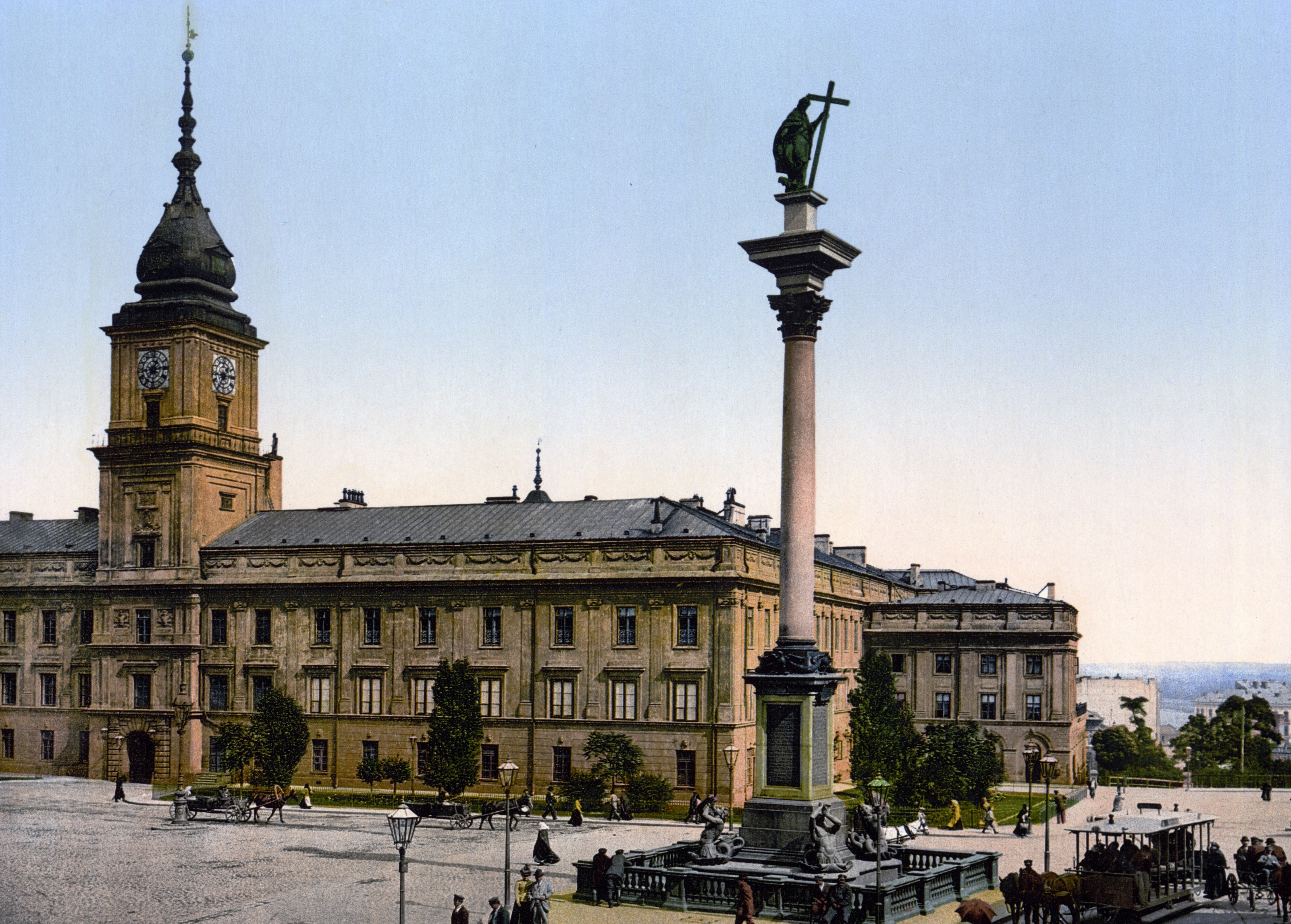
O Castelo Real em 1900.

Em 1836, depois da abolição da divisão em voivodias no Congresso da Polónia, estas parcelas foram substituídas pelas guberniyas. Nesta época, o Castelo Real tornou-se na residência do governador do czar Ivan Paskievich. Paskievich encarregou Ludvik Corio – coronel russo e arquitecto – de desenhar novas elevação e fachadas (as partes oeste, sul e leste). No entanto, as autoridades russas não ficaram satisfeitas com os novos desenhos e foi dito a Corio que preparasse um outro projecto – em que se deviam referir as soluções de Kubicki (e dos seus colaboradores Lelewel e Thomas). Finalmente, Corio reconstruiu todas as elevações e fachadas em estilo neoclássico, mas a Elevação Saxã foi deixada na mesma. Depois da morte de Paskievich, em 1856, todos os governadores seguintes residiram na Sala do Camareiro do Castelo Real. Os oficiais russos ocuparam as salas em ambos os pisos das alas oeste e norte do castelo. Os governadores foram pesadamente guardados pelo exército russo. Infelizmente, o espaço de habitação atribuído a estes soldados foram o Salão Parlamentar, a Biblioteca casernas por trás do castelo. Como resultado, o edifício foi deixado devastado.
Depois da Revolta de Janeiro, em 1863, o exército russo destruiu totalmente o jardim real no lado do Vístula (o qual foi transformado na praça da parada militar), construindo algumas casernas feitas de tijolo para estábulos e quartéis dos cossacos. Em 1862-1863, foram realizadas algumas obras de manutenção no Castelo Real sob a supervisão de Jerzy Orłowicz, Ludwik Gosławski e Potolov. Em 1890, a Elevação saxã foi reconstruída sob a supervisão dum construtor de nome Kiślański, quando as arcadas de ambas as galerias de exibição, que remontavam ao perídodo de August III, foram deformadas. Os últimos trabalhos de reparação, que custaram 28.000 rublos, durante o reinado da Rússia, deram-se em 1902 nas salas que tinham sido ocupadas pelo exército russo.
Durante a Primeira Guerra Mundial o castelo foi a residência do governador militar alemão. Depois da Polónia recuperar a sua independência, em 1918, o castelo tornou-se na residência do Presidente da Polónia. Foi amorosamente restaurado sob a direcção de Kazimierz Skórewicz (1920-1928) e Adolf Szyszko-Bohusz (até 1939). Sob os termos do Tratado de Riga assinado em 1920 com a Rússia Soviética, obras de arte e outras coisas preciosas, incluindo todos os mobiliários do castelo que tinham sido levadas para a Rússia, foram trazidas de volta à Polónia. Como resultado, foi possível devolver as salas históricas à sua aparência no reinado de Stanisław August Poniatowski.

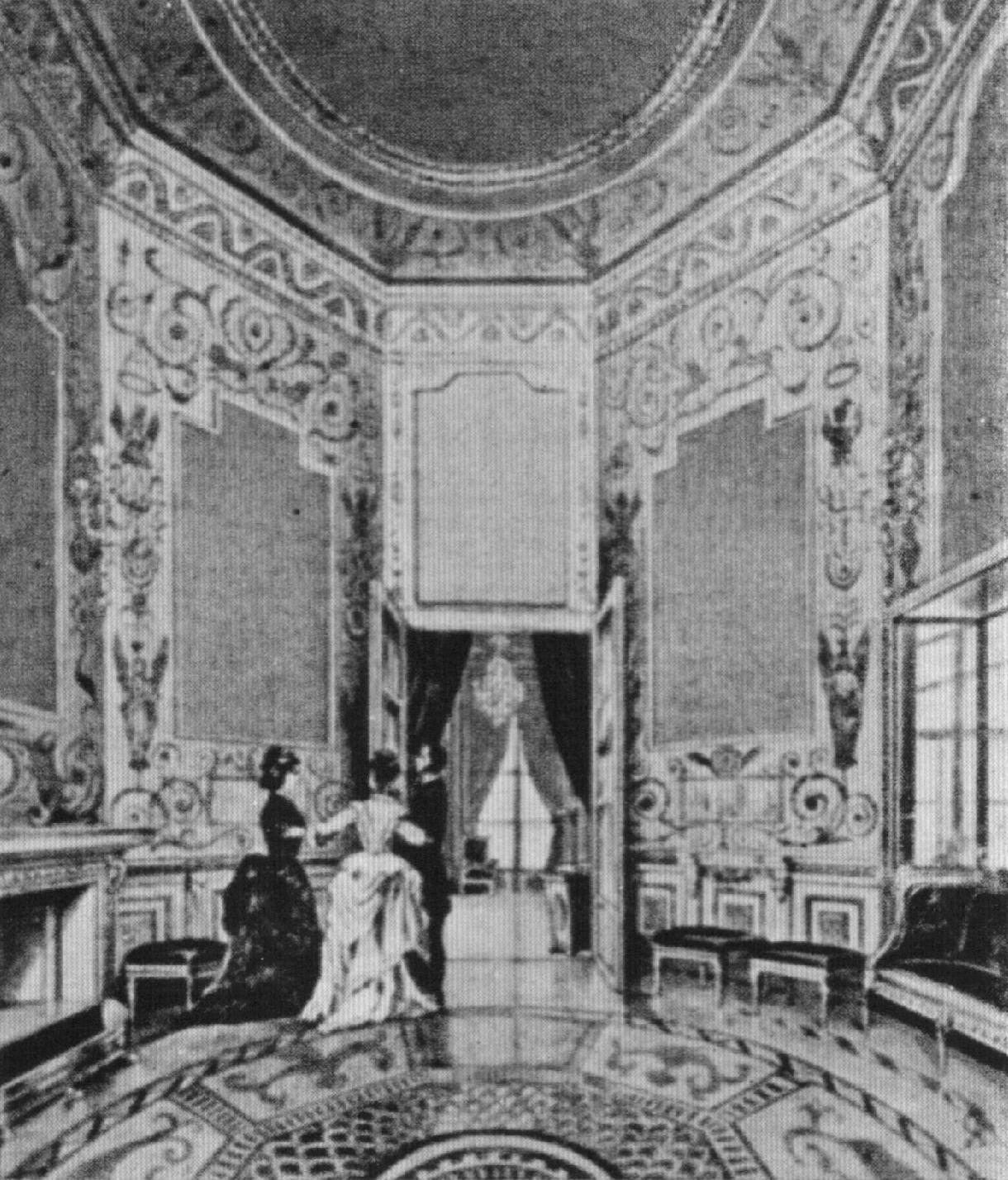
Sala de Conferência do Castelo Real sem pinturas (roubadas pelos russos).
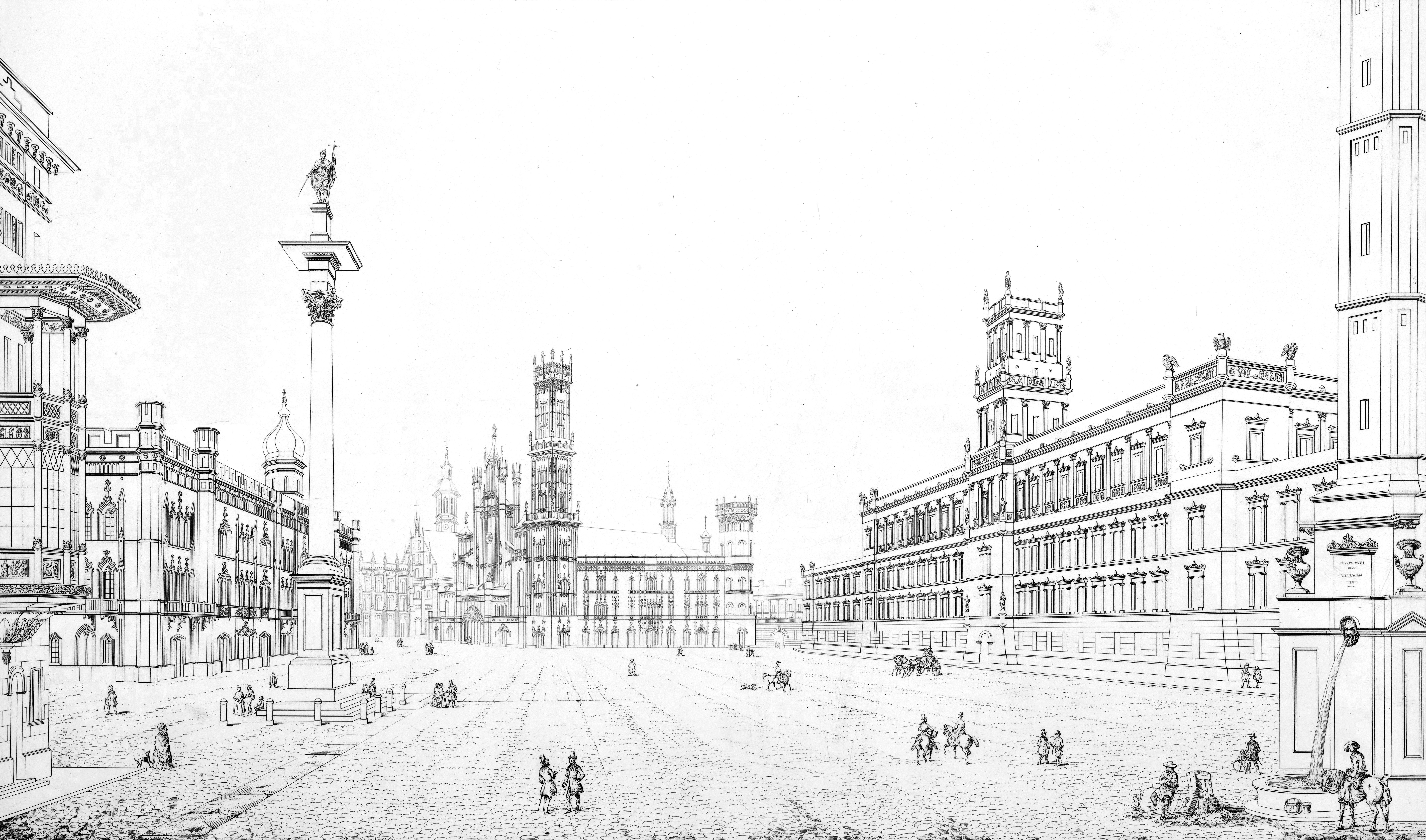
Projecto de reconstrução do Castelo Real em 1843, por Adam Idźkowski.
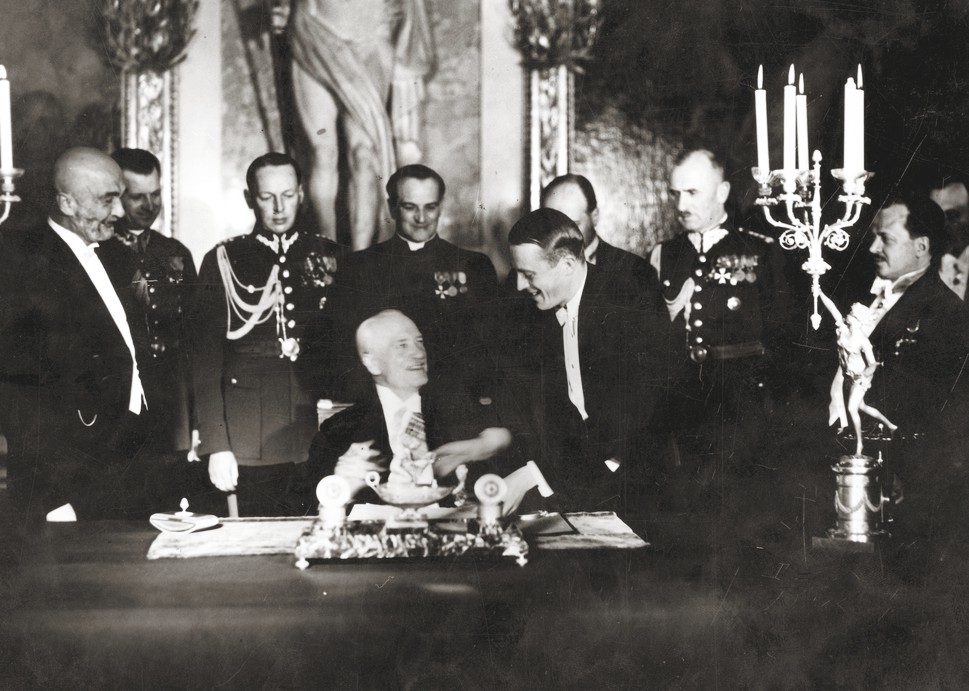
Assinatura da Constituição de Abril, em 1935.

### Durante a Segunda Guerra Mundial

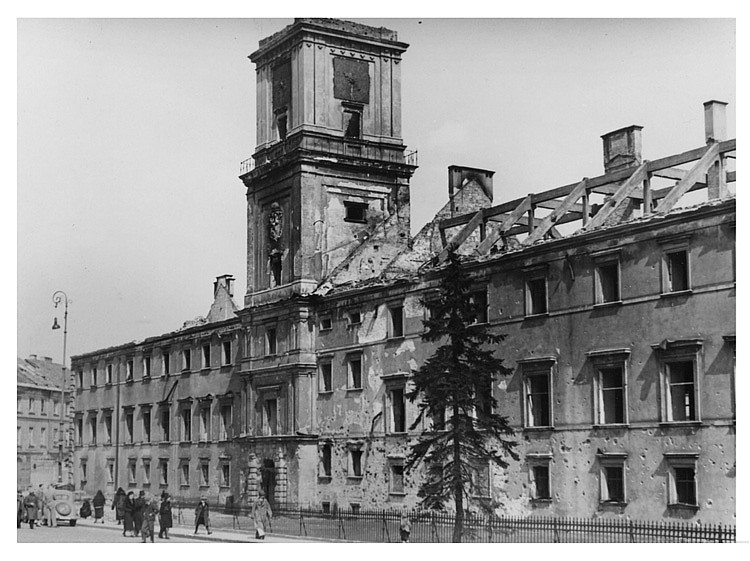
Aspecto do Castelo Real em 1940.

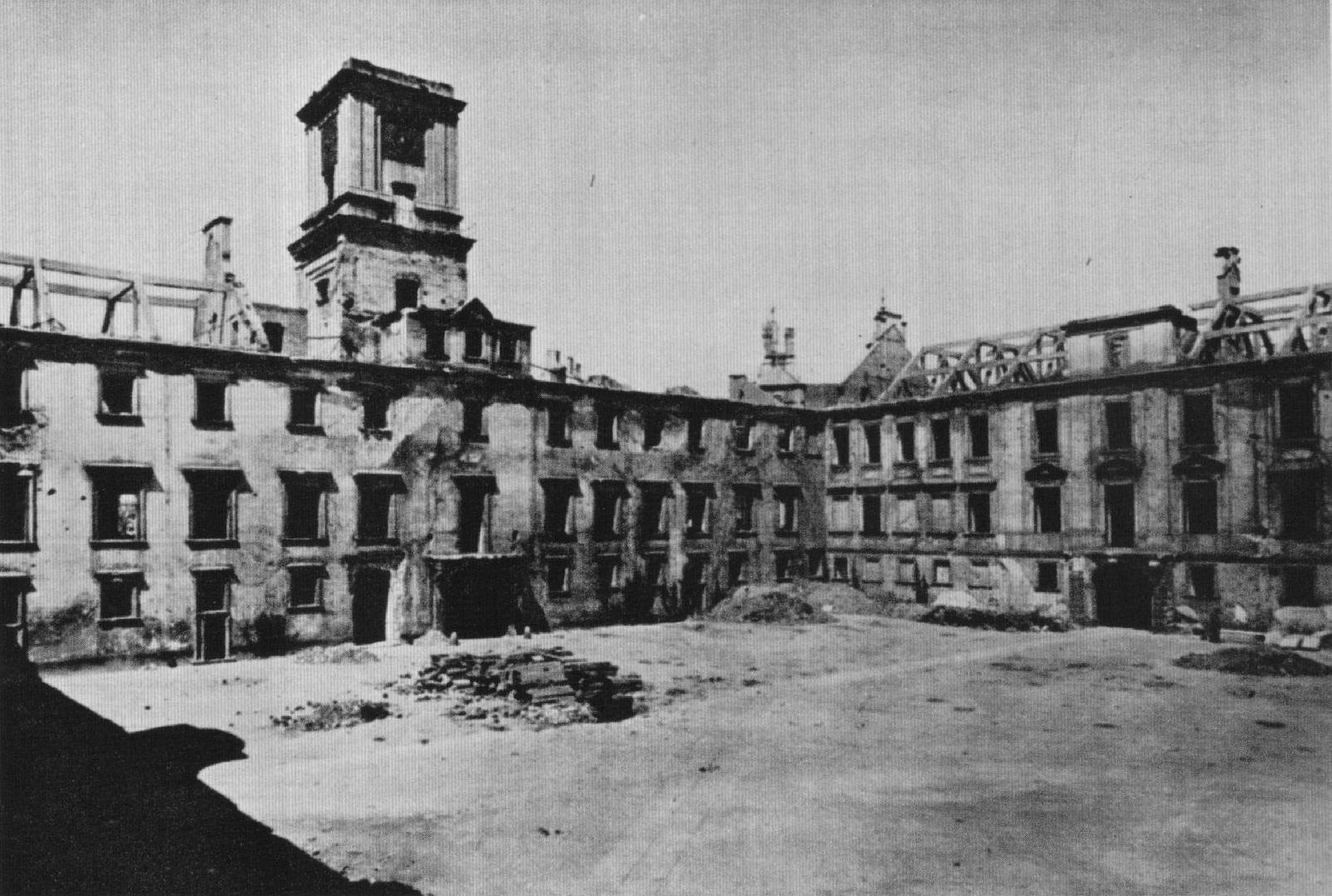
O Castelo Real em 1941 sem telhados, deliberadamente removidos pelos alemães para acelerar o processo de devastação.

No dia 17 de Setembro de 1939, no decorrer da Invasão da Polónia, o castelo foi bombardeado pela artilharia alemã. O telhado e as torretas foram destruídas pelo fogo (foram parcialmente restaurados pelo pessoal do castelo, mas mais tarde deliberadamente removidos pelos alemães). O tecto do salão de Baile colapsou, resultando na destruição do belo afresco de tecto de Bacciarelli , A Criação do Mundo. As outras salas foram levemente danificadas. No entanto, imediatamente após a tomada de Varsóvia pelos alemães, as suas tropas de ocupação instalaram-se para demolir o castelo. Os objectos mais valiosos, mesmo as instalações centrais de aquecimento e ventilação, foram desmantelados e levados para a Alemanha.

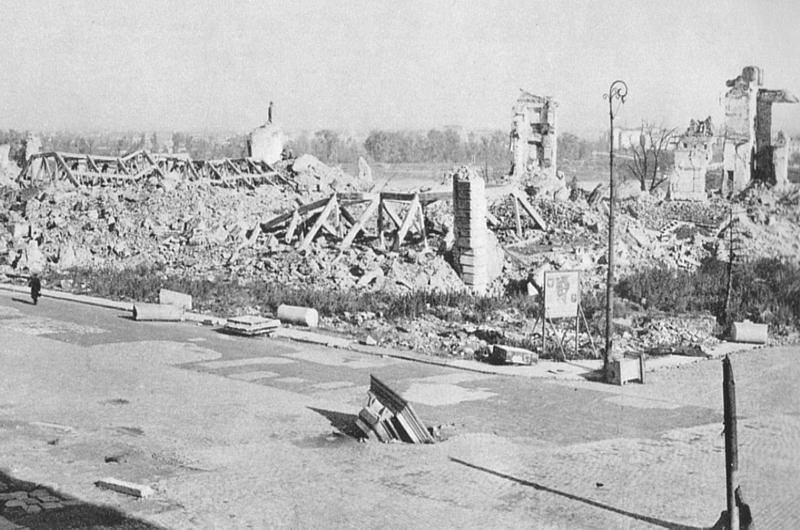
O Castelo Real em 1945, depois de ter sido deliberadamente destruído pelos alemães em 1944.

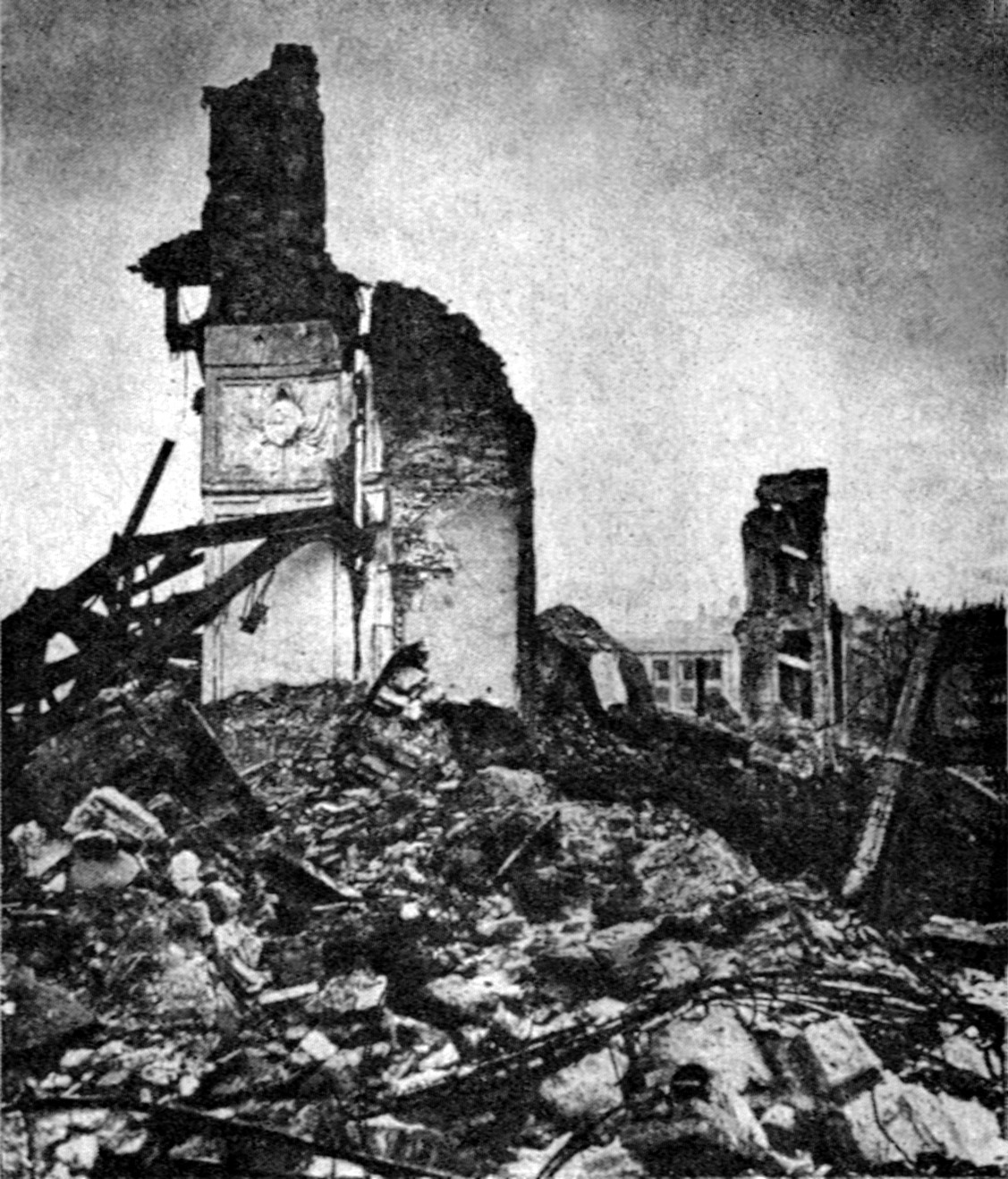
Pro Fide, Lege et Grege.

No dia 4 de Outubro de 1939, em Berlim, Adolf Hitler emitiu a ordem para explodir o Castelo Real. No dia 10 do mesmo mês, unidades especiais alemãs, sob a supervisão de especialistas de história e de arte (Dr. Dagobert Frey, um historiador de arte na Universidade de Wrocław; Gustaw Barth, um director de museus em Wrocław, e Dr. Joseph Mühlmann, um historiador de arte de Viena) comerçaram a desmontar pavimentos, mármores, esculturas e elementos de pedra, como lareiras ou moldes. Os inestimáveis artefactos foram levados para a Alemanha ou armazenados em depósitos de Kraków. Muitos deles também foram apanhados por vários dignitários nazis que residiam em Varsóvia. O castelo foi totalmente esvaziado. Desobedecendo a ordens alemãs, e sempre em perigo de serem mortos, membros polacos do pessoal do museu e especialistas em restauro de arte conseguiram salvar muitas dessas obras de arte do castelo, assim como fragmentos de trabalhos em estuque, os paviemntos de parquet, os apainelamentos de madeira, etc. Estes elementos viriam a ser usados na reconstrução. O grande serviço feito à Polónia pelo Professor Stanisław Lorentz, ao liderar esta campanha para salvar os tesouros do castelo, é bem conhecido. Sapadores Wehrmacht furaram, então, as paredes despidas com dezenhas de milhares de buracos para cargas de dinamite.
Em Setembro de 1944, depois do colapso da Revolta de Varsóvia, quando as hostilidades ainda não tinham cessado, os engenheiros alemães explodiram o que restava das paredes do castelo, seriamente danificadas pelos bombardeamenros. Nivelar o Castelo Real era apenas parte dum plano maior – o Plano Pabst – cujo objectivo era construir um monumantal Salão do Povo (em alemão: Volkshalle) ou um igualmente volumoso Salão de Congressos do   NSDAP (Partido Nacional Socialista Alemão dos Trabalhadores - em alemão: Parteivolkshalle) no lugar do Castelo Real e substituir a Coluna de Sigismundo pelo Monumento Germania.
Uma pilha de escombros, encimados por apenas dois fragmentos de paredes que de alguma forma conseguiram sobreviver, foi tudo o que restou do velho edifício de seiscentos anos. Um destes fragmentos, parte da decoração em estuque, permaneceu quase como um símbolo. Trata-se duma cartela com a versão real do lema da Ordem da Águia Branca — "PRO FIDE, LEGE ET GREGE" (Pela Fé, Lei e Nação - literalmente traduzida, a última palavra significa rebanho).

### Reconstrução

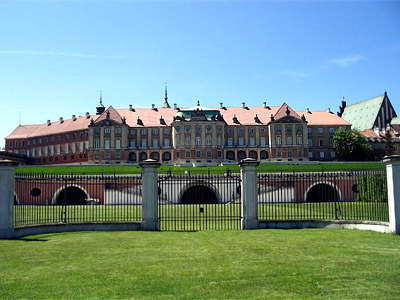
O Castelo Real visto do lado do rio.

Imediatamente após a libertação, em 1945, começaram os trabalhos para resgatar os fragmentos sobreviventes das paredes do castelo, fundações e caves, assim como as paredes enegrecidas pelo fogo do Palácio do Telhado de Zinco e do edifício da Biblioteca Real, de outras destruições.
Em 1949, o Parlamento Polaco aprovou um projecto para reconstruir o Castelo Real como um monumento à história e à cultura polacas. Entretanto, gabinetes especiais de desenho arquitectónico, sob Jan Dąbrowski, Piotr Biegański e Jan Zachwatowicz, elaboraram um plano para restaurar a armação do edifício e mobilar as históricas salas. A decisão para começar o trabalho foi adiada várias vezes, mas foi finalmente tomada no dia 20 de Janeiro de 1971. Foi criado uma Comissão Cívica. Entre os aplausos universais, foi decidido reconstruir o castelo a partir de contribuições voluntárias. Tanto na Polónia como no estrangeiro foram criadas comissões para angariar fundos. Em Julho de 1974, o relógio da torre começou a trabalhar novamente, na mesma hora em que havia parado por ocasião dos bombardeamentos da Luftwaffe.
Em Maio de 1975, o fundo tinha quase atingido os 500 milhões de złotys. Na mesma data, mais de um milhar de valiosas obras de arte tinahm sido oferecidas ao castelo por numerosos polacos, residentes tanto na Polónia como no estrangeiro. Representantes oficiais de outros países também ofereceram ao castelo obras de arte de grande valor artístico e histórico.

## O Castelo Real na Atualidade
A imponente fachada, construída em tijolo, possui 90 metros de comprimento e enfrenta a Praça do Castelo. Em cada extremo da fachada ergue-se uma torre quadrada com um pináculo bulboso, tal como se encontram na Rússia.  A Torre de Sigismundo fica localizado ao centro da fachada principal, flanqueada pelo castelo em ambos os lados. Esta torre enorme relógio de 60 metros de altura projetados no século XVI, sempre foi um símbolo da capital polaca e fonte de inspiração para os arquitetos de outros edifícios em Varsóvia.
Atualmente. O castelo serve como museu e está subordinado ao Ministério da Cultura e do Património Nacional. Por outro lado, muitas reuniões das visitas oficiais e de Estado são realizadas no Castelo Real.
O monumento é visitado por mais de 500.000 pessoas por ano.

### Interior
O interior do castelo consiste em muitas salas diferentes, todas cuidadosamente restauradas com a preocupação de restabelecer, o máximo possível, as condições originais anteriores à destruição causada pel a Segunda Guerra Mundial.
- As Salas Jaguelónicas

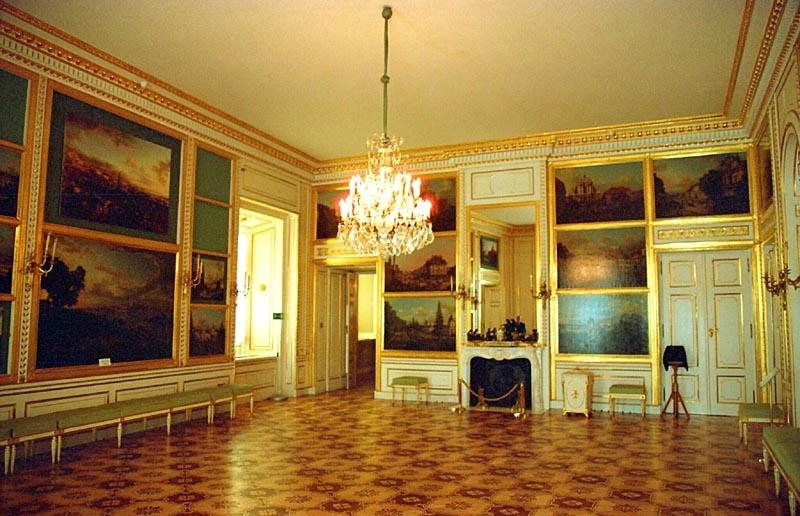
O Salão Canaletto.

Estas salas que pertenceram à residência de Augusto III, servem agora para hospedar vários retratos da família Jaguelónica, uma dinastia real originária da Lituânia que reinou em alguns países da Europa Central entre os séculos XIV e XVI
- As Casas do Parlamento

A democracia polaca começou aqui  a partir do século XVI. Em 1573, foram escritas aqui as emendas à Constituição da República das Duas Nações, com a grande  tolerância religiosa. Também, durante o Dilúvio, em 1652, o liberum veto foi instituído nestas salas, embora só tendo entrado em vigor em 1669. Em 1791, a Constituição de Maio, a primeira constituição nacional codificada moderna da Europa, assim como a segunda mais antiga do mundo, foi esboçada aqui.
As decorações das salas são réplicas das originais de  Giovanni Battista di Quadro.
- Os Aposentos Reais

Nesses aposentos, viveu o rei Stanisław August Poniatowski. Consistem no Salão Canaletto, no qual estão expostas diversas pinturas com paisagens de Varsóvia. Esses quadros não foram pintados por Canaletto, mas pelo seu sobrinho, Bernardo Bellotto. Jean-Baptiste Pillement trabalhou entre 1765 e 1767 num dos seus maiores projectos, o palpel de parede. Domenico Merlini desenhou a  adjacente Capela Real em 1776. Actualmente, o coração de Tadeusz Kosciuszko está aqui guardado n uma urna. As Salas de Audiência também foram desenhadas por  Merlini, com quatro pinturas de Marcello Bacciarelli em exposição. Andrzej Grzybowski cuidou do restauro da sala, que inclui muitas peças originais.
- Colecção Lanckoroński

Em 1994,a  Condessa Karolina Lanckorońska doou 37 pinturas ao Castelo Real.A colecção inclui duas pinturas (retratos) de  Rembrandt: O Pai da Noiva Judia (também conhecido como O Erudito no Lectern) e A Noiva Judia (também conhecida como  A Rapariga numa Moldura), ambos originalmente na colecção de  Stanisław August.

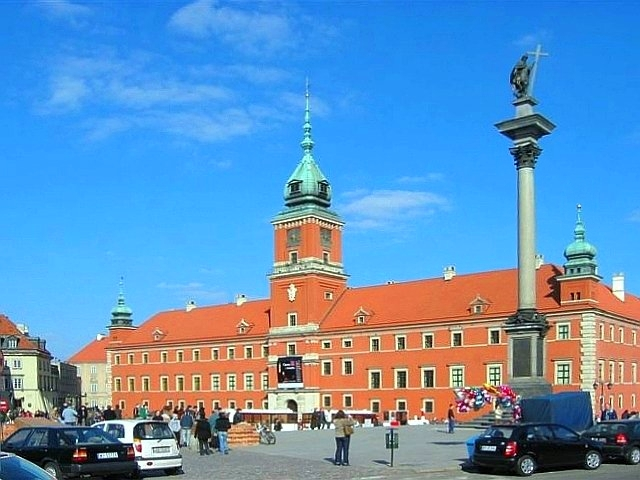
Castelo Real de Varsóvia e Coluna de Zygmunt.
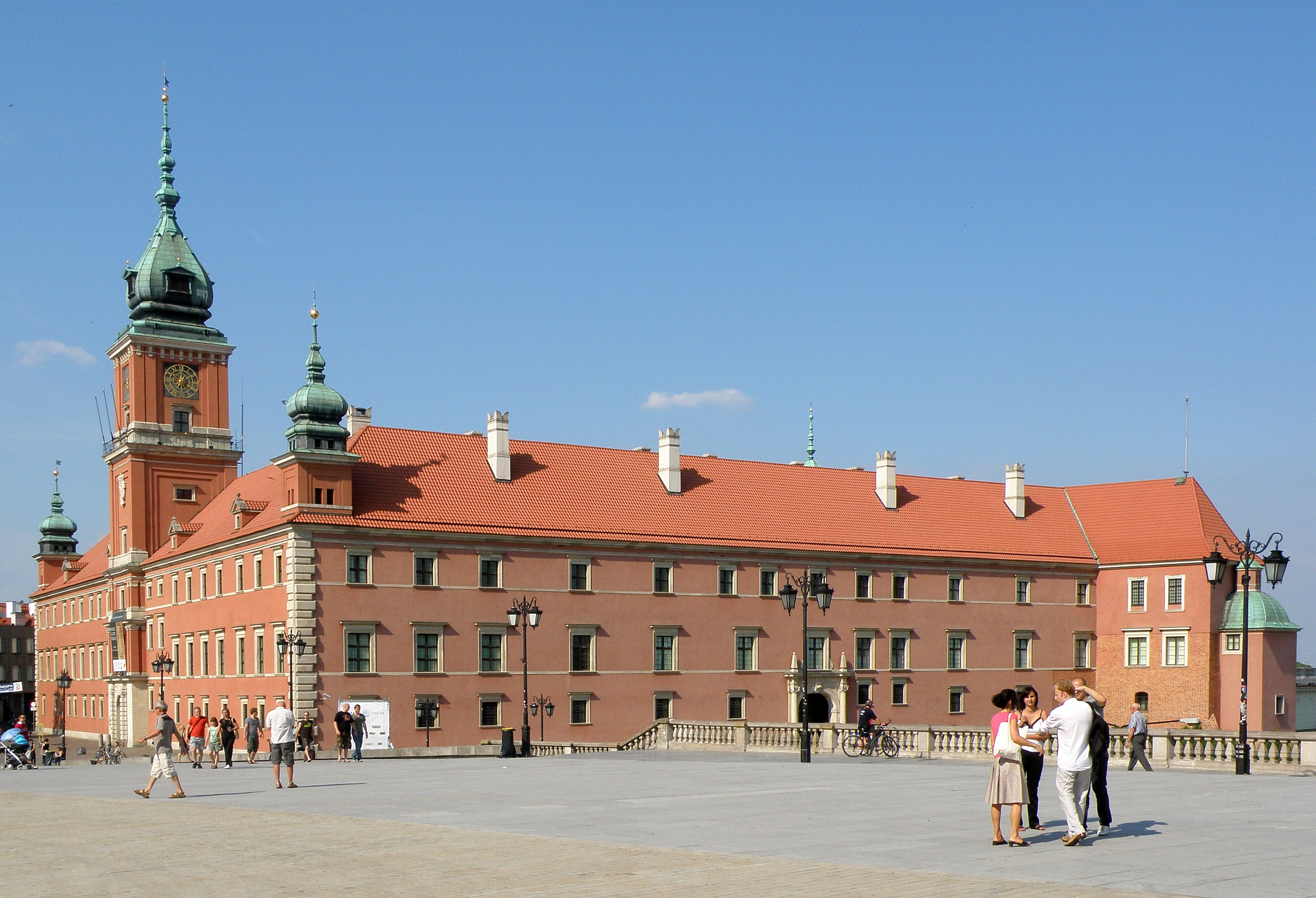
Fachada maneirista (sul), construída para albergar os gabinetes do parlamento e da corte.
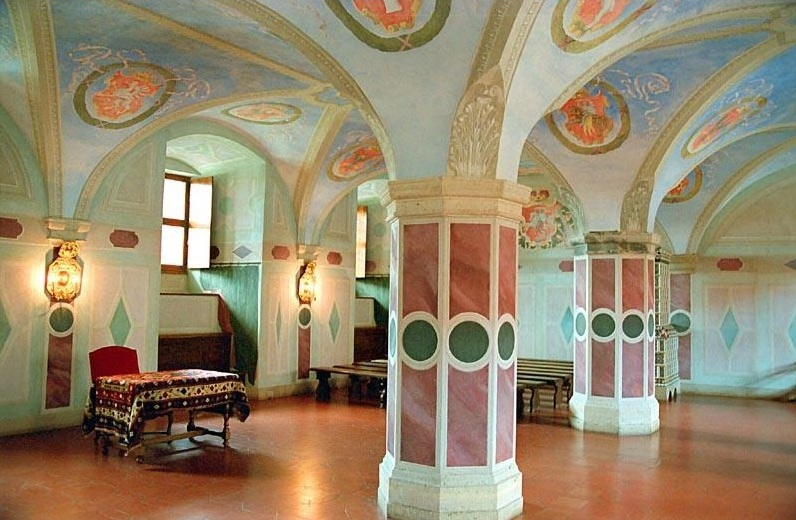
A antiga Câmara dos Deputados
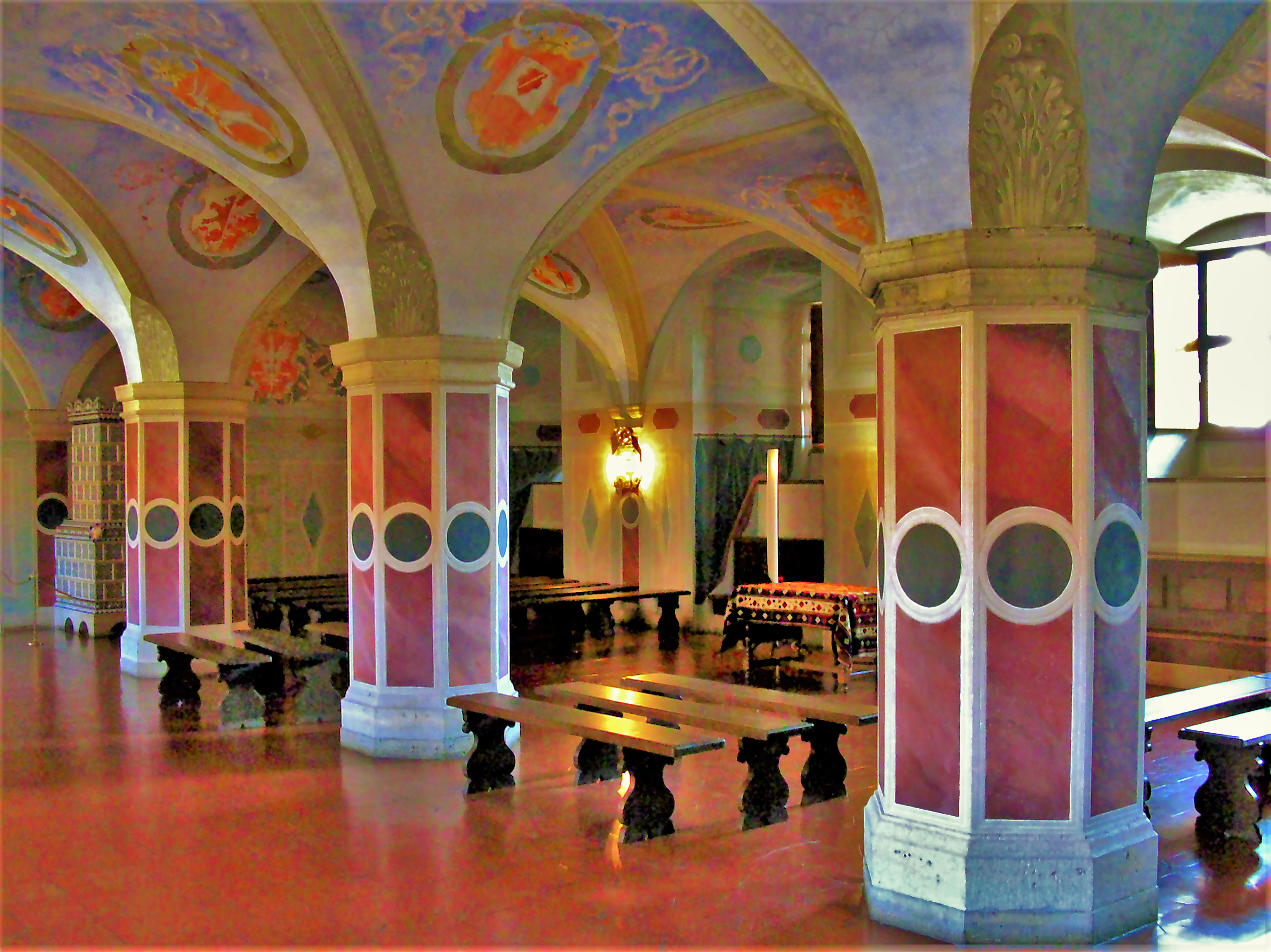
A antiga Câmara dos Deputados
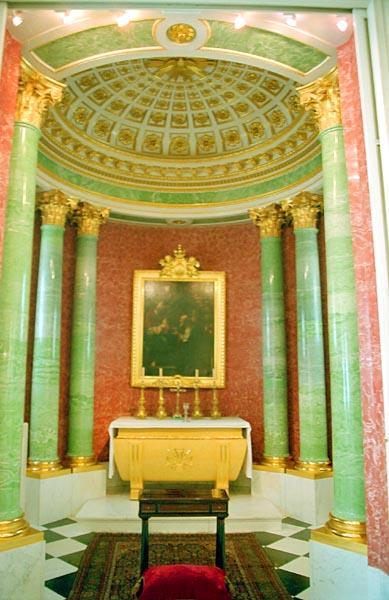
A Capela Real
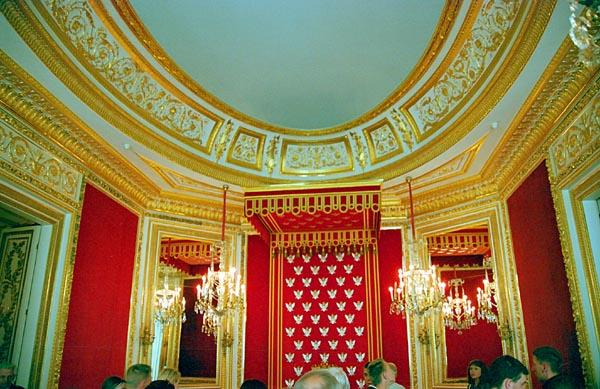
A Sala do Trono
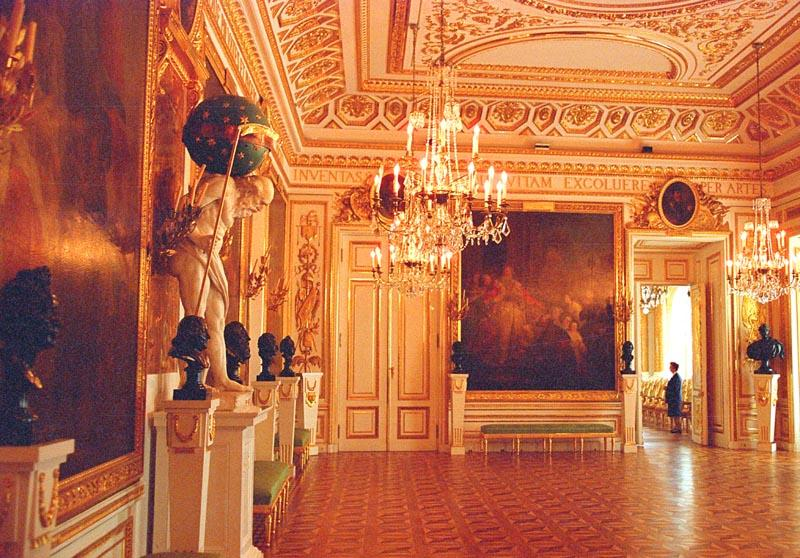
O Corredor Nacional
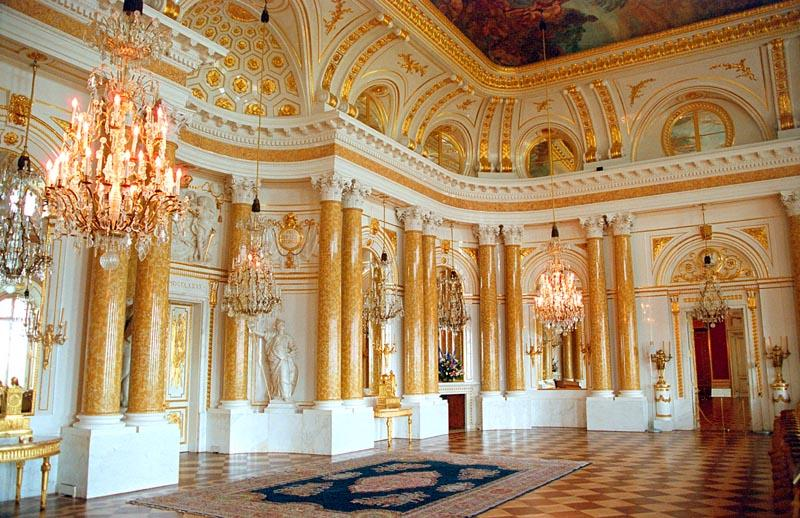
O Corredor da Grande Assembleia
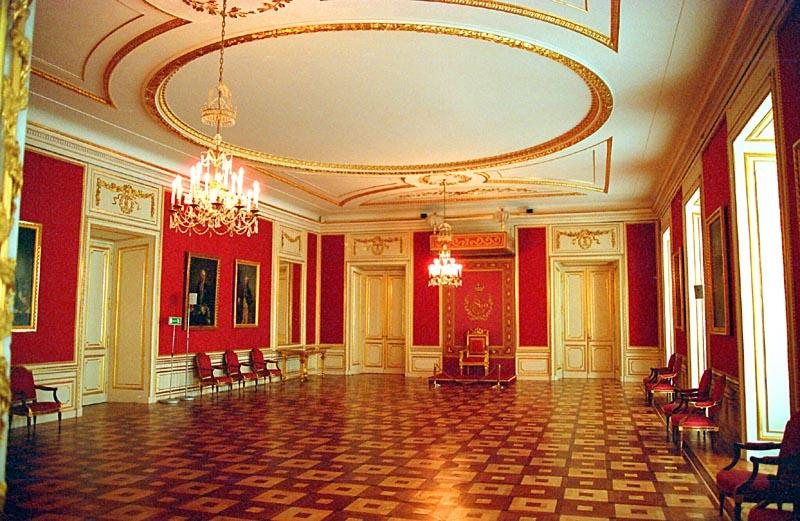
A Câmara do Conselho
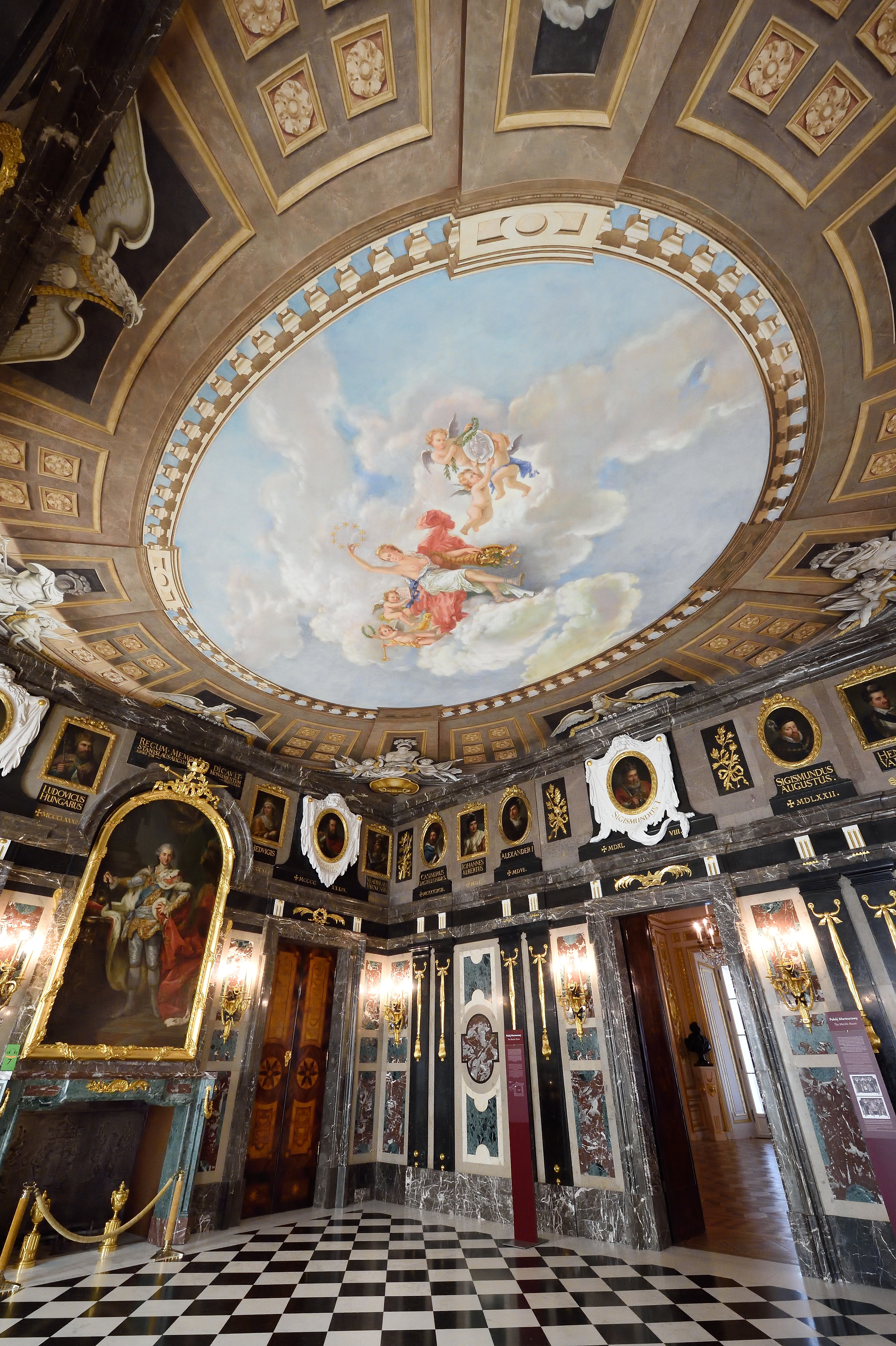
O Salão de Mármore
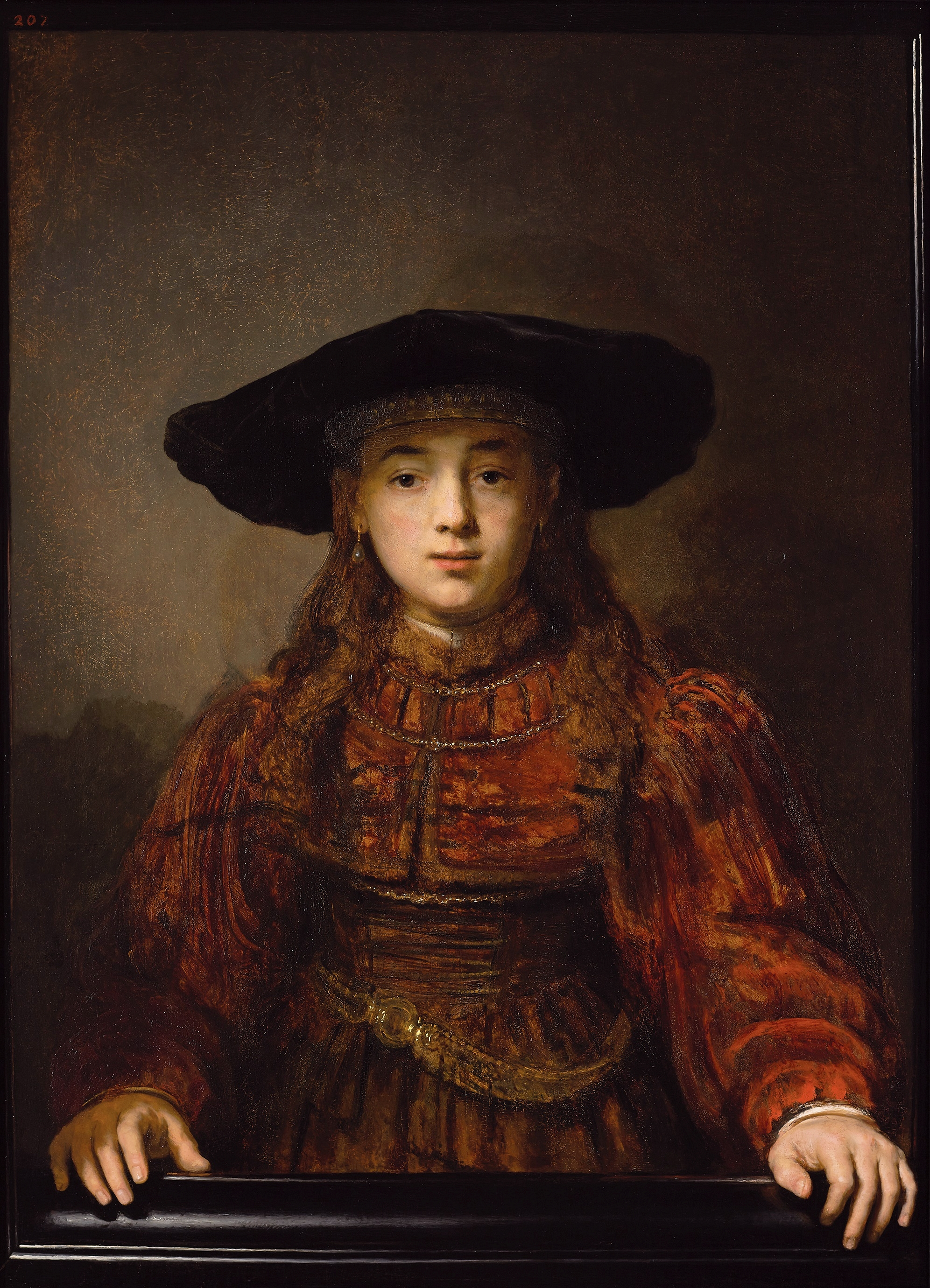
A Rapariga numa Moldura, por  Rembrandt. Uma das quatro obras deste artista no castelo, pertencentes à colecção Stanisław August.
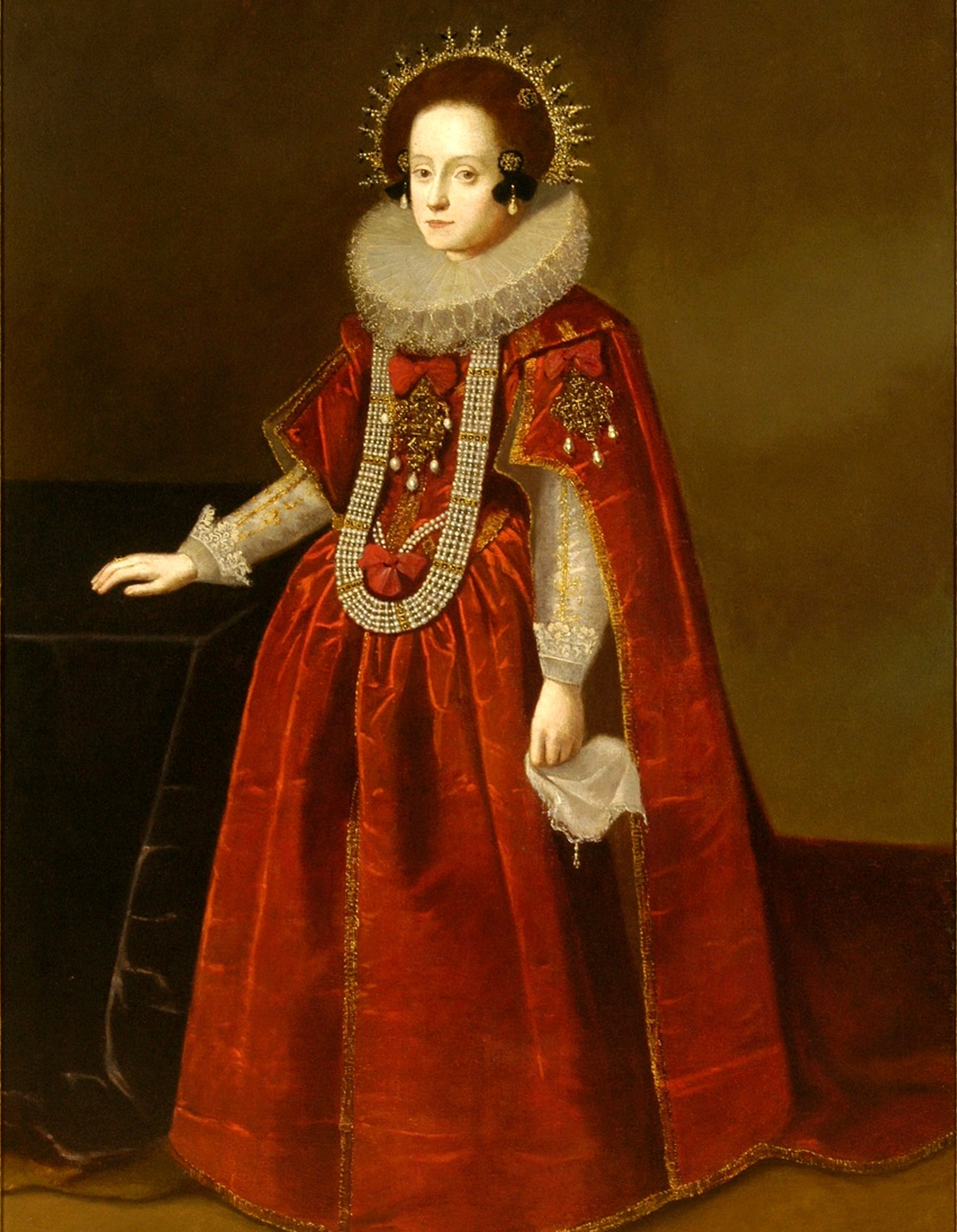
Rainha Constança de Habsburgo, Pieter Claesz. Soutman (?), Década de 1620.
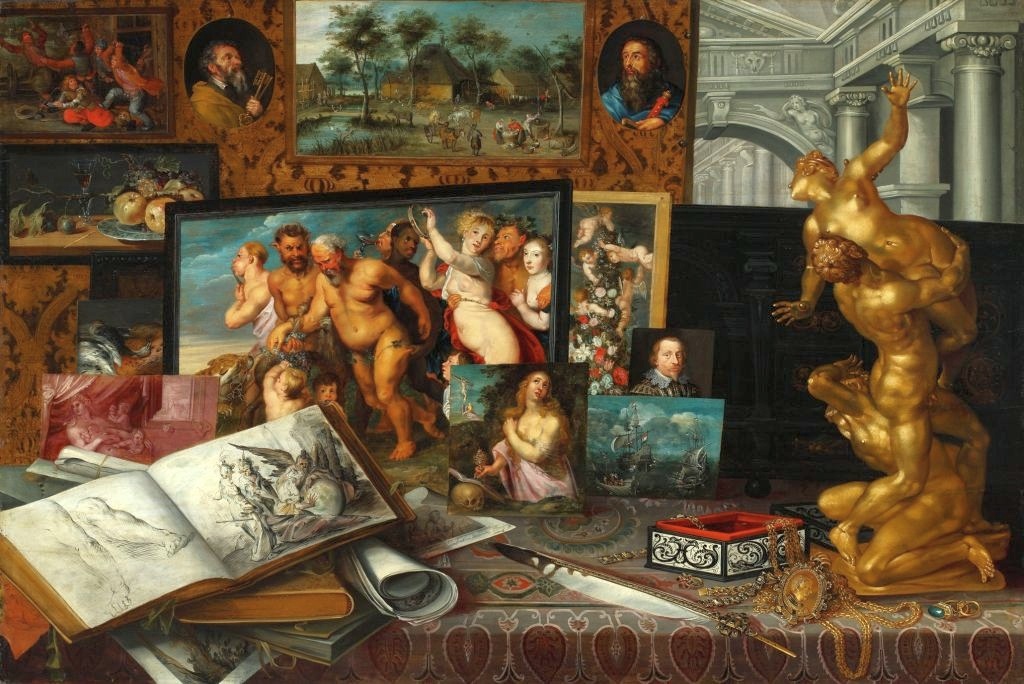
Gabinete de Arte do Príncipe Władysław Vasa, Etienne de la Hire, 1626.
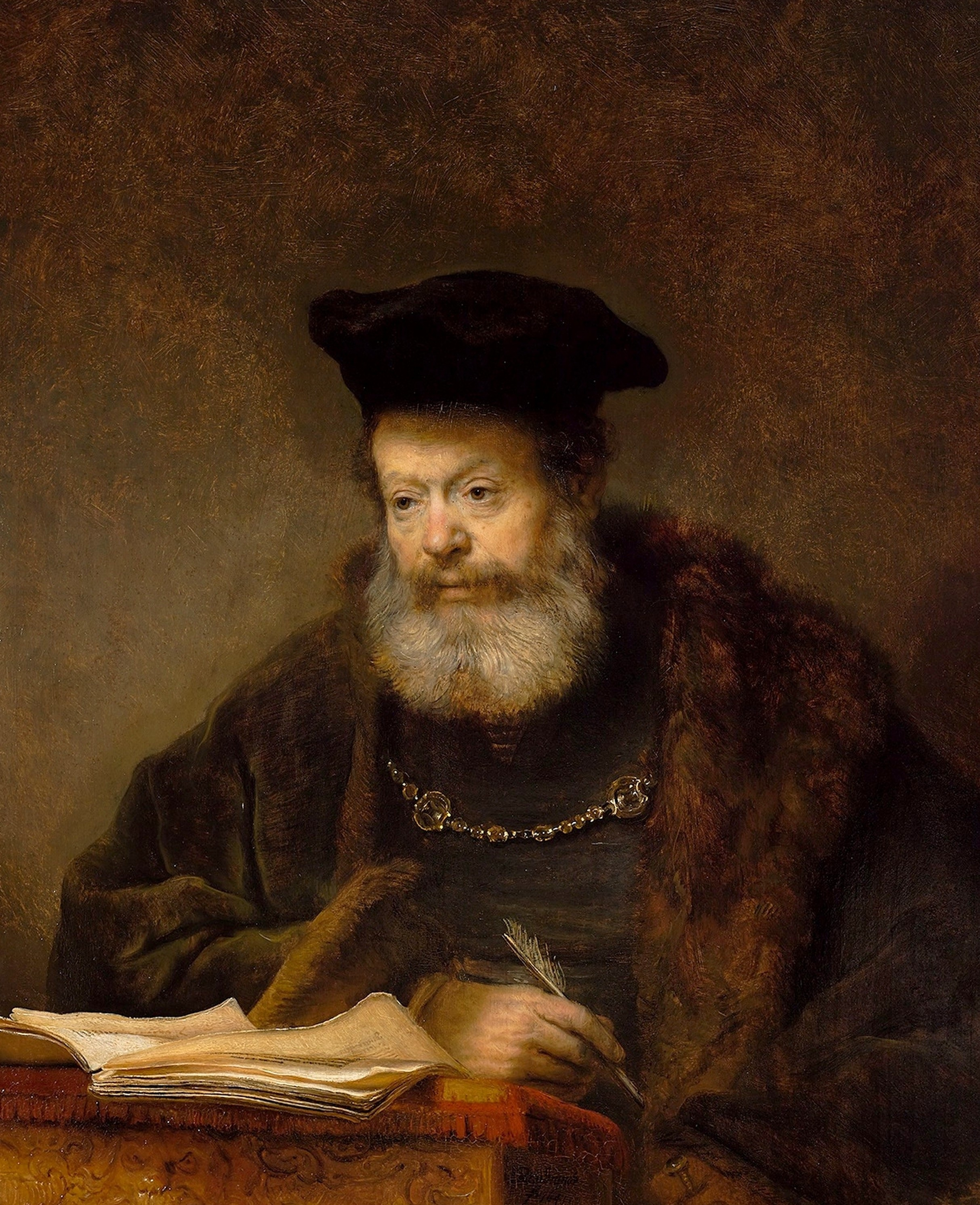
O Erudito no Lectern, Rembrandt Harmenszoon van Rijn, 1641.
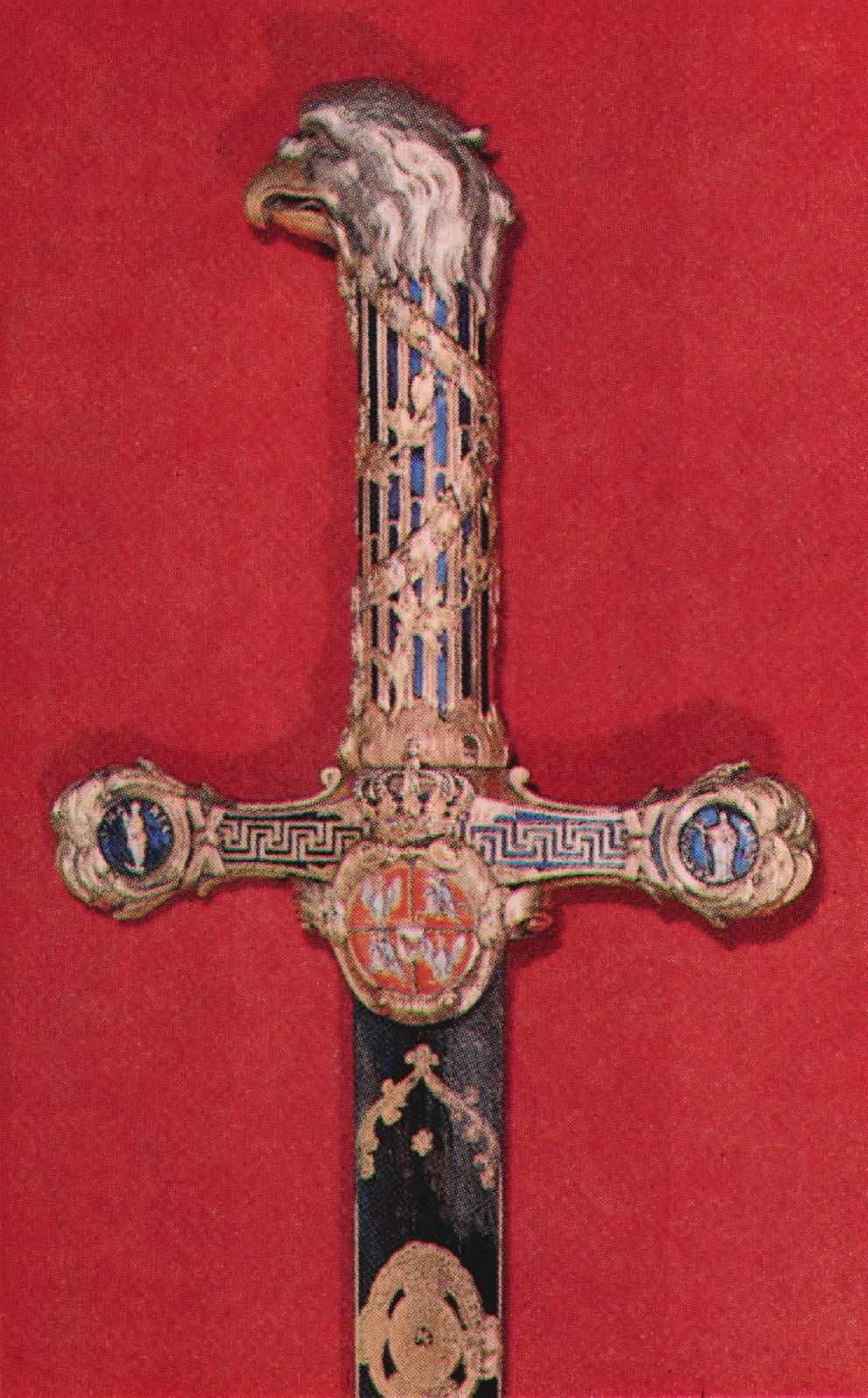
Espada cerimonial da Ordem de Santo Estanislau, 1764.

### Palácio do Telhado de Zinco
Desde 1989, o Palácio do Telhado de Zinco tem sido uma ala do Museu da Castelo Real. Este palácio, contíguo ao Castelo Real de Varsóvia, encontra-se numa encosta que desce a partir da Praça do Castelo e da Cidade Velha. Actualmente, acolhe uma colecção de tapetes orientais e outros objectos de arte decorativa, doados ao museu pela Senhora Teresa Sahakian. A colecção inclui 579 elementos, 562 dos quais são têxteis.

## Factos diversos

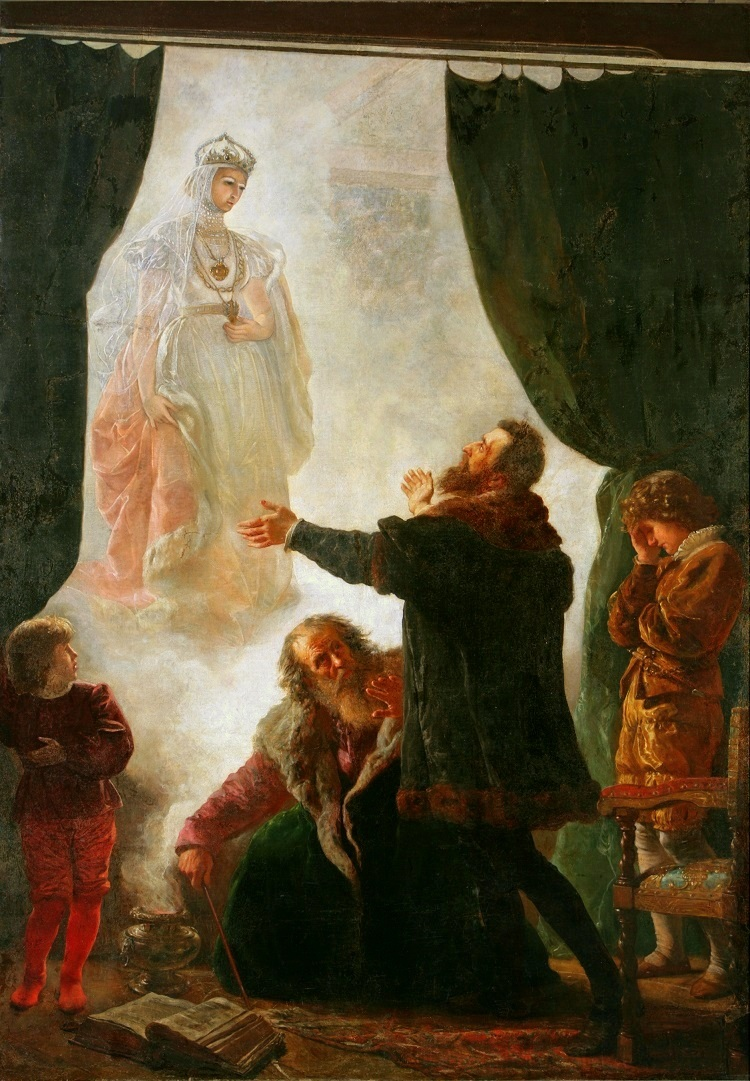
Pan Twardowski invocando o fantasma de Bárbara Radziwiłł para o Rei Sigismund Augustus, por Wojciech Gerson.

- No dia 24 de Maio de 1829, Nicolau I da Rússia foi coroado Rei da Polónia no Hall do Senador do Castelo Real.[19][20]
- No dia 5 de Novembro de 1916, o Acto de 5 de Novembro foi anunciado no Grande Hall.[21]
- No dia 23 de Abril de 1935, a Constituição de Abril foi assinada no Hall do Cavaleiro.[11]
- As relíquias de Stanisław August Poniatowski estão guardadas na Capela Real. Estas são a Ordem da Águia Branca, a espada cerimonial da Ordem de Santo Estanislau e o ceptro de água-marinha.[1]
- A insígnia do poder presidencial também está guardada no castelo – o selo do presidente, a bandeira do Presidente da República da Polónia e documentos nacionais, dados por Ryszard Kaczorowski a Lech Wałęsa no dia 22 de Dezembro de 1990.[22]
- Muitas das lendas polacas estão ligadas ao Castelo Real. De acordo com uma delas, em 1569 o rei Sigismundo Augustus, que estava de luto pela morte da sua amada esposa,  Bárbara Radziwiłł, pediu ao famoso feiticeiro Mestre Twardowski  para invocar o seu fantasma.[23][24] A experiência foi bem sucedida com o apoio dum espelho mágico, que actualmente está conservadona Catedral de Węgrów.[23] No entanto, algumas pessoas suspeitaram que não se tratava do fantasma da rainha, antes se parecendo de perto com a amante do rei, Barbara Giżanka, e que todo o evento foi forjado pelo cúmplice desta, Mikołaj Mniszech, camareiro do rei.[24]
- Em 1979, o histórico  ‘’Gateway Theatre’’ no ‘’Jefferson Park’’, área comunitária de  Chicago, foi comprado pela ‘’Fundação Copernicus’’ com a intenção de ser convertido na sede Centro Cultural e Cívico Polaco. Devido ao significado histórico do edifício, o seu interior foi deixado intacto, enquanto o exterior foi remodelado e a torre do relógio neoclássica  foi acrescentada para lhe dar a semelhança do Castelo Real de Varsóvia.[25]